# 1969 год
1969 (ты́сяча девятьсо́т шестьдеся́т девя́тый) год  по григорианскому календарю — невисокосный год, начинающийся в среду. Это 1969 год нашей эры, 9‑й год 7‑го десятилетия XX века 2‑го тысячелетия, 10‑й год 1960‑х годов. Он закончился 56 лет назад.
| Пн | Вт | Ср | Чт | Пт | Сб | Вс |
|    |    | 1  | 2  | 3  | 4  | 5  |
| 6  | 7  | 8  | 9  | 10 | 11 | 12 |
| 13 | 14 | 15 | 16 | 17 | 18 | 19 |
| 20 | 21 | 22 | 23 | 24 | 25 | 26 |
| 27 | 28 | 29 | 30 | 31 |    |    |

| Пн | Вт | Ср | Чт | Пт | Сб | Вс |
|    |    |    |    |    | 1  | 2  |
| 3  | 4  | 5  | 6  | 7  | 8  | 9  |
| 10 | 11 | 12 | 13 | 14 | 15 | 16 |
| 17 | 18 | 19 | 20 | 21 | 22 | 23 |
| 24 | 25 | 26 | 27 | 28 |    |    |

| Пн | Вт | Ср | Чт | Пт | Сб | Вс |
|    |    |    |    |    | 1  | 2  |
| 3  | 4  | 5  | 6  | 7  | 8  | 9  |
| 10 | 11 | 12 | 13 | 14 | 15 | 16 |
| 17 | 18 | 19 | 20 | 21 | 22 | 23 |
| 24 | 25 | 26 | 27 | 28 | 29 | 30 |
| 31 |    |    |    |    |    |    |

| Пн | Вт | Ср | Чт | Пт | Сб | Вс |
|    | 1  | 2  | 3  | 4  | 5  | 6  |
| 7  | 8  | 9  | 10 | 11 | 12 | 13 |
| 14 | 15 | 16 | 17 | 18 | 19 | 20 |
| 21 | 22 | 23 | 24 | 25 | 26 | 27 |
| 28 | 29 | 30 |    |    |    |    |

| Пн | Вт | Ср | Чт | Пт | Сб | Вс |
|    |    |    | 1  | 2  | 3  | 4  |
| 5  | 6  | 7  | 8  | 9  | 10 | 11 |
| 12 | 13 | 14 | 15 | 16 | 17 | 18 |
| 19 | 20 | 21 | 22 | 23 | 24 | 25 |
| 26 | 27 | 28 | 29 | 30 | 31 |    |

| Пн | Вт | Ср | Чт | Пт | Сб | Вс |
|    |    |    |    |    |    | 1  |
| 2  | 3  | 4  | 5  | 6  | 7  | 8  |
| 9  | 10 | 11 | 12 | 13 | 14 | 15 |
| 16 | 17 | 18 | 19 | 20 | 21 | 22 |
| 23 | 24 | 25 | 26 | 27 | 28 | 29 |
| 30 |    |    |    |    |    |    |

| Пн | Вт | Ср | Чт | Пт | Сб | Вс |
|    | 1  | 2  | 3  | 4  | 5  | 6  |
| 7  | 8  | 9  | 10 | 11 | 12 | 13 |
| 14 | 15 | 16 | 17 | 18 | 19 | 20 |
| 21 | 22 | 23 | 24 | 25 | 26 | 27 |
| 28 | 29 | 30 | 31 |    |    |    |

| Пн | Вт | Ср | Чт | Пт | Сб | Вс |
|    |    |    |    | 1  | 2  | 3  |
| 4  | 5  | 6  | 7  | 8  | 9  | 10 |
| 11 | 12 | 13 | 14 | 15 | 16 | 17 |
| 18 | 19 | 20 | 21 | 22 | 23 | 24 |
| 25 | 26 | 27 | 28 | 29 | 30 | 31 |

| Пн | Вт | Ср | Чт | Пт | Сб | Вс |
| 1  | 2  | 3  | 4  | 5  | 6  | 7  |
| 8  | 9  | 10 | 11 | 12 | 13 | 14 |
| 15 | 16 | 17 | 18 | 19 | 20 | 21 |
| 22 | 23 | 24 | 25 | 26 | 27 | 28 |
| 29 | 30 |    |    |    |    |    |

| Пн | Вт | Ср | Чт | Пт | Сб | Вс |
|    |    | 1  | 2  | 3  | 4  | 5  |
| 6  | 7  | 8  | 9  | 10 | 11 | 12 |
| 13 | 14 | 15 | 16 | 17 | 18 | 19 |
| 20 | 21 | 22 | 23 | 24 | 25 | 26 |
| 27 | 28 | 29 | 30 | 31 |    |    |

| Пн | Вт | Ср | Чт | Пт | Сб | Вс |
|    |    |    |    |    | 1  | 2  |
| 3  | 4  | 5  | 6  | 7  | 8  | 9  |
| 10 | 11 | 12 | 13 | 14 | 15 | 16 |
| 17 | 18 | 19 | 20 | 21 | 22 | 23 |
| 24 | 25 | 26 | 27 | 28 | 29 | 30 |

| Пн | Вт | Ср | Чт | Пт | Сб | Вс |
| 1  | 2  | 3  | 4  | 5  | 6  | 7  |
| 8  | 9  | 10 | 11 | 12 | 13 | 14 |
| 15 | 16 | 17 | 18 | 19 | 20 | 21 |
| 22 | 23 | 24 | 25 | 26 | 27 | 28 |
| 29 | 30 | 31 |    |    |    |    |

## События

### Январь
- 1 января

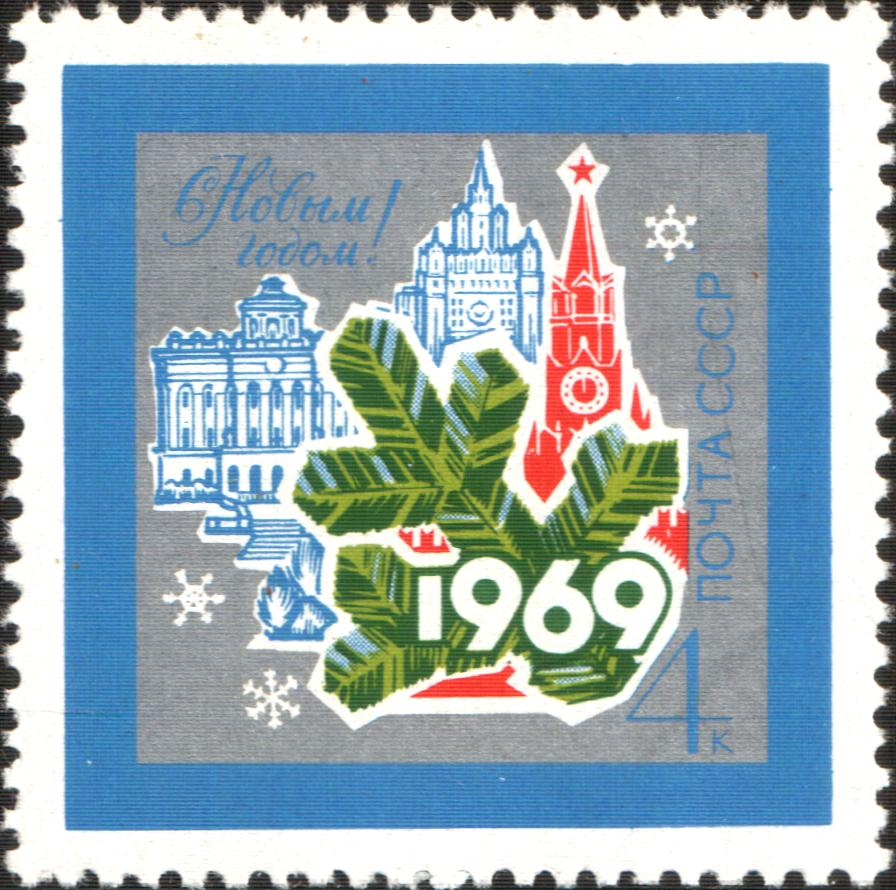
Почтовая марка СССР, 1969 год

  - Вступил в силу закон от 27 октября 1968 года о федеральном устройстве Чехословацкой Социалистической Республики. В её составе созданы Чешская Социалистическая Республика и Словацкая Социалистическая Республика[1].
  - Мариан Нгуаби назначен президентом Республики Конго, главой правительства страны назначен Альфред Рауль.
  - Австралийский предприниматель Руперт Мёрдок купил ежедневные газеты British Sunday и The News of the World.
  - Вступили в силу «Общие условия поставок 1968 года» между странами Совета экономической взаимопомощи[2].
  - Основана газета «Вечерний Харьков».
  - Состоялась премьера советского многосерийного мультфильма «Ну, погоди!»
- 4 января — подписано соглашение о передаче с 30 июня Испанией анклава Ифни Королевству Марокко[3].
- 5 января — с космодрома Байконур стартовала ракета-носитель «Молния», которая вывела на траекторию полёта к Венере АМС Венера-5.
- 6 января — СССР подписал Конвенцию о неприменимости срока давности к военным преступлениям и преступлениям против человечества.
- 7 января — правительство Франции наложило эмбарго на поставки Израилю всех видов оружия.
- 8 января — в ОАР на безальтернативной основе прошли выборы в Национальное собрание, все места получил Арабский социалистический союз.
- 10 января
  - С космодрома Байконур стартовала ракета-носитель «Молния», которая вывела на траекторию полёта к Венере АМС Венера-6.
  - Швеция признало Демократическую Республику Вьетнам[4].
- 12 января — бытовая катастрофа (взрыв газовых коммуникаций) в г. Елгава (Латвийская ССР). Погибли 39 человек (в том числе 14 детей), из 11 раненых 2 позже умерли в больнице[5][6].
- 13 января — Катастрофа DC-8 под Лос-Анджелесом, погибли 15 человек.
- 14 января — Взрыв на борту USS Энтерпрайз около Гавайев. Погибли 27 человек и ранены 314 человек.
- 14 января — старт космического корабля «Союз-4». Экипаж старта — В. А. Шаталов. Экипаж приземления 17 января — В. А. Шаталов, А. С. Елисеев и Е. В. Хрунов.
- 15 января — старт космического корабля «Союз-5». Экипаж старта — Б. В. Волынов, А. С. Елисеев и Е. В. Хрунов. Экипаж приземления 18 января — Б. В. Волынов.
- 16 января
  - Впервые в космосе состыковались два пилотируемых космических корабля «Союз-4» (стартовал 14 января) и «Союз-5» (стартовал 15 января) и осуществлён переход двух космонавтов (А. С. Елисеева и Е. В. Хрунова) через космическое пространство из одного корабля в другой.
  - В Праге на Вацлавской площади совершил акцию самосожжения в знак протеста против ввода в страну войск Варшавского договора студент Ян Палах (умер через три дня).
- 18 января
  - В Боливии объявлено о раскрытии антиправительственного заговора. В стране введено чрезвычайное положение[7].
  - В Париже начало работу четырёхстороннее (ДРВ, Республика Вьетнам, Национальный фронт освобождения Южного Вьетнама, США) совещание по политическому урегулированию во Вьетнаме (первое заседание состоялось 25 января).
  - Антиправительственные демонстрации в Мадриде и Барселоне[8].
  - Катастрофа Boeing 727 под Лос-Анджелесом, погибли 38 человек.
- 20 января
  - Ричард Никсон официально сменил Линдона Джонсона на посту президента США.
  - Премьер-министр Португалии Марселу Каэтану получил обращение 43 общественных деятелей с требованием восстановить свободу печати, слова и собраний к намеченным на осень парламентским выборам[9], которое отклонил.
- 22 января
  - Во время торжественной встречи экипажей космических кораблей «Союз-4» и «Союз-5» младший лейтенант Советской Армии Виктор Ильин совершил неудачное покушение на Генерального секретаря ЦК КПСС Л. И. Брежнева.
  - Новое правительство Ливана в 6-й раз возглавил Рашид Караме (подал в отставку уже 24 апреля).
- 24 января
  - Русский и испанский включены в число рабочих языков Совета Безопасности ООН[10].
  - В Испании введено чрезвычайное положение на всей территории страны, закрыты университеты Мадрида и Барселоны[8].
  - Авария Ан-24 в польском городе Вроцлав.
- 25 января — военные во главе с майором Абду-р-Ракибом пытались совершить переворот в Северном Йемене. Все заговорщики убиты при задержании[11].
- 30 января — новое правительство Люксембурга после трёх месяцев правительственного кризиса вновь сформировал Пьер Вернер.

### Февраль
- 1 февраля — СССР и Перу установили дипломатические отношения на уровне посольств.
- 3 февраля — в Дар-эс-Саламе (Танзания) в результате взрыва бомбы, вложенной в бандероль, убит лидер мозамбикского повстанческого движения ФРЕЛИМО Эдуардо Мондлане[12].
- 4 февраля — Палестинский национальный конгресс в Каире избрал Ясира Арафата председателем Организации освобождения Палестины.
- 5 февраля
  - В Италии состоялась всеобщая забастовка в поддержку требования пенсионной реформы, в которой приняли участие 18 миллионов человек[13].
  - Огромное нефтяное пятно загрязнило гавани города Санта-Барбара, штат Калифорния, США.
- 7 февраля
  - Остров Ангилья, британская колония в Карибском море, провозгласил себя Республикой Ангилья, независимой от Великобритании. Великобритания не признала этот акт.
  - Подписано соглашение о торговле, экономическом и техническом сотрудничестве между СССР и Народной Республикой Южного Йемена[14].
  - Президент Бразилии маршал Артур да Коста-и-Силва подписал декрет о создании Главной военно-полицейской следственной комиссии для расследования «подрывной деятельности» и лишил мандатов и политических прав 76 федеральных депутатов[15].
- 9 февраля — совершил полёт первый «Боинг-747».
- 20 января: Ричард Никсон — 37-й президент США.10 февраля

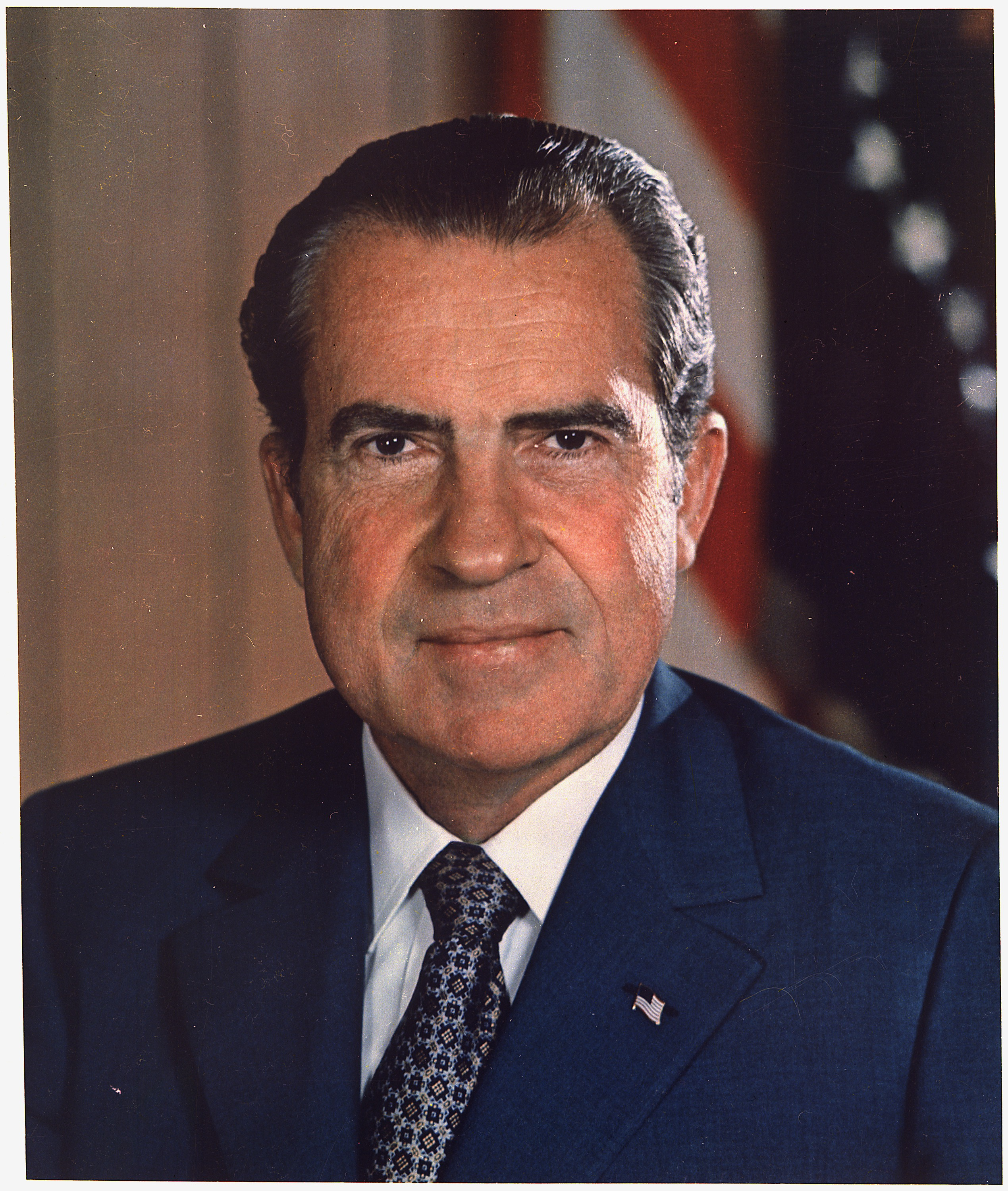
20 января: Ричард Никсон — 37-й президент США.

  - В Португалии объявлена амнистия уклоняющимся от военной службы, в том числе и эмигрировавшим из страны[9].
  - Во Франции предприниматели и профсоюзы подписали соглашение о гарантиях защиты прав трудящихся[16].
- 10 февраля — на первых после 1957 года парламентских выборах в Таиланде победила Объединённая партия тайского народа премьер-министра Танома Киттикачона, получившая 75 из 219 мест Палате представителей[17].
- 11 февраля — генерал Альфредо Стресснер переизбран президентом Парагвая на четвёртый пятилетний срок[18].
- 13 февраля — террористы из Фронта освобождения Квебека организовали взрыв на фондовой бирже в Монреале (Канада).14 января: Взрыв на USS Энтерпрайз. Погибли 27 человек

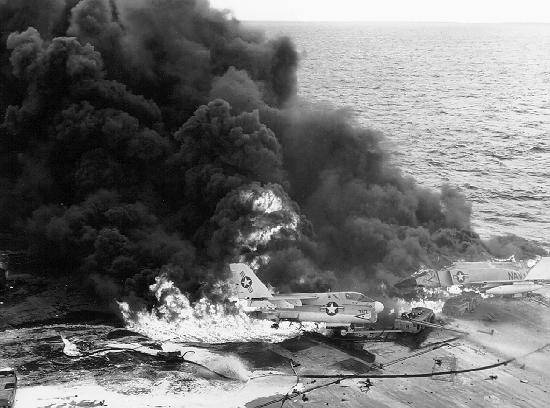
14 января: Взрыв на USS Энтерпрайз. Погибли 27 человек

- 14 февраля — всеобщая забастовка в Пакистане[19].
- 17 февраля
  - Президент Пакистана фельдмаршал Мухаммед Айюб Хан после всеобщей забастовки отменил военное положение в стране. Объявлено об освобождении политзаключённых[19].
  - В столице Нигера городе Ниамей открылась 1-я Конференция франкоязычных стран[20].
- 18 февраля — резолюцией палаты представителей Конгресса США Комиссия по расследованию антиамериканской деятельности переименована в Комиссию по внутренней безопасности палаты представителей Конгресса[21].
- 20 февраля — в Польской Народной Республике развёрнуто движение в ознаменование 25-летия Народной Польши[22].
- 21 февраля — президент Пакистана фельдмаршал Мухаммед Айюб Хан заявил, что не будет выставлять свою кандидатуру на президентских выборах[19].
- 22 февраля
  - Начало крупного наступления вьетнамской армии против войск США.
  - Португалия в ответ на ноту Генерального секретаря ООН У Тана заявила, что продолжит поддерживать отношения с Южной Родезией и не поддержит её международный бойкот[9].
  - В Пакистане объявлено, что власти закрыли дело о «заговоре в Агартале» и шейх Муджибур Рахман освобождён из тюрьмы[19].
- 25 февраля — в Панаме по приказу командующего Национальной гвардией полковника Омара Торрихоса арестован и смещён со всех постов лидер правого крыла офицерского корпуса, начальник генерального штаба Борис Мартинес. На другой день он уволен в отставку и выслан в США[23].
- 26 февраля
  - Скончался премьер-министр Израиля Леви Эшколь. Его обязанности стал временно исполнять Игаль Алон[24].

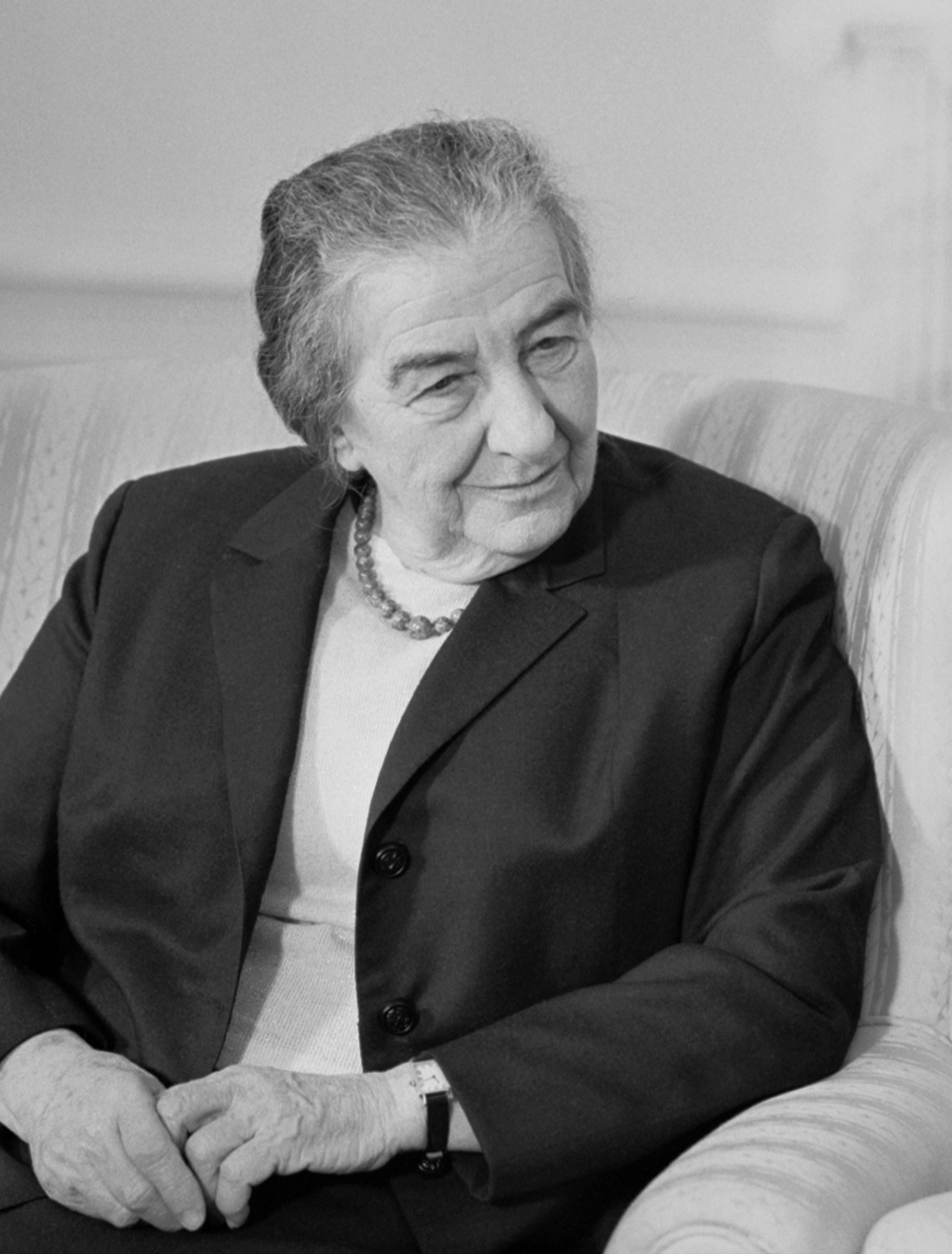
17 марта: Голда Меир стала премьер-министром Израиля

- - В Пакистане начала работу «конференция круглого стола» — переговоры военного правительства с оппозиционными партиями[19].
  - Отменено чрезвычайное положение в Сьерра-Леоне[25].
- 27 февраля — после антииспанских погромов в Экваториальной Гвинее и вмешательства испанских войск президент страны Франсиско Масиас Нгема ввёл чрезвычайное положение[26].

### Март
- 1 марта — Португалия и ЮАР подписали соглашение о расширении сотрудничества в области ядерных исследований[9].
- 2 марта
  - Советско-китайский пограничный конфликт на острове Даманский — на реке Уссури в 230 км южнее Хабаровска и 35 км западнее райцентра Лучегорск[27].
  - Прошли безальтернативные выборы в Великое народное собрание и местные народные советы Социалистической Республики Румынии[28].
  - Парламентские выборы в Чили. христианские демократы получили 31 % голосов и 56 из 150 мест в Палате депутатов, Национальная партия – 20,8 % и 33 места, коммунисты – 16,6 % и 22 места, Радикальная партия – 13,6 % и 24 места, социалисты – 12,8 % и 15 мест.
  - В Тулузе (Франция) прошёл первый испытательный полёт «Конкорда».
- 3 марта
  - На суде в Лос-Анджелесе (США, штат Калифорния) Серхан Серхан признал себя виновным в убийстве кандидата в президенты Роберта Кеннеди.
  - Старт космического корабля «Аполлон-9» (США) (приземление 13 марта). Экипаж — Джеймс МакДивитт, Дэвид Скотт, Рассел Швейкарт. Проведены манёвры с лунной кабиной на околоземной орбите.
- 5 марта — президентом ФРГ избран Густав Хайнеманн[29].
- 6 марта — нота правительства СССР к КНР с требованием прекратить осаду советского посольства в Пекине, начатую 3 марта[27].
- 10 марта — в Мемфисе (США, штат Теннесси) Джеймс Эрл Рэй признал себя виновным в убийстве Мартина Лютера Кинга (позднее он отрицал свою вину).
- 11 марта
  - Премьер-министром Израиля стала Голда Меир[24].
  - На пост президента Венесуэлы вступил Рафаэль Кальдера. В тот же день он провозгласил амнистию для участников партизанского движения[30].
  - Новое правительство Таиланда снова возглавил прежний премьер-министр Таном Киттикачон[31].
  - В Белграде открылся IX съезд Союза коммунистов Югославии. Завершился 15 марта, приняв новый устав СКЮ. Вместо распущенного Политбюро ЦК СКЮ сформирован Президиум СКЮ, Председателем партии переизбран Иосип Броз Тито[32][33].
- 13 марта — Сенат США ратифицировал Договор о нераспространении ядерного оружия[34].
- 14 марта
  - Президент США Ричард Никсон заявил о развёртывании программы противоракетной обороны «Safeguard»[34].
  - В Румынии издан закон об организации Совета обороны Социалистической Республики Румынии. Председателем Совета обороны СРР и главнокомандующим вооружёнными силами назначен Николае Чаушеску[28].
- 15 марта
  - В Уругвае отменены чрезвычайные меры безопасности[35].
  - Отменено чрезвычайное положение в Экваториальной Гвинее[26].
- 16 марта
  - Открылась сессия Национального совета Йеменской Арабской Республики, который провозгласил себя высшим законодательным органом переходного периода, призванным разработать новую конституцию страны[11].
  - Катастрофа DC-9 в Маракайбо.
- 17 марта — всеобщая забастовка в Западном Пакистане[19].
- 18 марта
  - Антиправительственные демонстрации в Мадриде и Барселоне (Испания).
  - Начались тайные бомбардировки Камбоджи ВВС США (операция «Breakfast»).
- 19 марта
  - Британские десантники и морские пехотинцы высадились на острове Ангилья, ранее объявившем о своей независимости[31].
  - По решению Всемирного совета мира начались дни солидарности с народом Вьетнама (шли до 2 апреля)[36].
- 20 марта — Катастрофа Ил-18 в Асуане (Египет).
- 24 марта
  - В Иордании сформировано правительство во главе с бывшим государственным министром Абдель Мунимом ар-Рифаи, сменившим Бахджата ат-Тальхуни[37].
  - Отмена чрезвычайного положения в Испании[3].
  - В Ливии заговорщики во главе с Муаммаром Каддафи в последний момент отменили государственный переворот. Выступил только гарнизон в Мисурате, но его командирам удалось затем оправдаться перед властями страны[38].
  - Катастрофа Ан-24 под Алма-Атой.
- 25 марта — под давлением армии ушёл в отставку президент Пакистана фельдмаршал Мухаммед Айюб-хан. Его сменил генерал Ага Мухаммед Яхья Хан. Действие конституции приостановлено[39].
- 26 марта — в Сомали под контролем армии прошли парламентские выборы. Вновь победила Сомалийская молодёжная лига, получившая 33 % голосов и 73 из 127 мест в парламенте[40].
- 27 марта — легализована Коммунистическая партия Венесуэлы[41].
- 28 марта
  - В Испании по случаю 30-летия со дня окончания Гражданской войны объявлена полная амнистия для её участников[3].
  - В городах Чехословакии начались волнения, вызванные победой чешской хоккейной сборной над сборной СССР[42].
  - Испанские войска выведены из Экваториальной Гвинеи[26].
- 29 марта — в Мадриде прошёл конкурс песни «Евровидение» 1969 года. Победителями были объявлены 4 исполнителя из 4 стран.

### Апрель
- 1 апреля
  - 1—24 апреля — в Пекине проходил IX съезд Коммунистической партии Китая. Принят новый Устав партии, председателем КПК переизбран Мао Цзэдун, его преемником провозглашён маршал Линь Бяо[43].
  - Индия приступила к реализации плана 4-й пятилетки[44].
- 2 апреля
  - Отправлен в отставку уличённый в коррупции председатель Национального совета освобождения Ганы генерал-лейтенант Джозеф Анкра. Его сменил комиссар финансов бригадный генерал Аквази Аманква Африфа[45].
  - Отправлен в отставку премьер-министр Непала Сурья Бахадур Тхапа.
  - Катастрофа Ан-24 под Завоей.
- 3 апреля — новое правительство Йеменской Арабской республики вновь сформировал премьер-министр Хасан аль-Амри[46].
- 4 апреля — в Пакистане восстановлено действие конституции 1962 года[47].
- 5 — 6 апреля — антивоенные демонстрации в 50 городах США.
- 6 апреля — премьер-министром Народной Республики Южного Йемена назначен Фейсал Абд аль-Латиф аль-Шааби[48].
- 7 апреля — новым премьер-министром Непала назначен Кирхи Нидхи Биста[49].
- 11 апреля — попытка военного переворота в Центральноафриканской республике. Министр здравоохранения подполковник Александр Банза обвинён в попытке захвата власти и расстрелян[50].
- 12 апреля — в Эссене (ФРГ) открылся двухдневный учредительный съезд Германской коммунистической партии, восстановленной Куртом Бахманом[51].
- 15 апреля
  - Попытка военного переворота в Дагомее[52].
  - Самолёты ВВС КНДР МиГ-17 сбили над Японским морем разведывательный самолёт ВВС США EC-121. 31 человек погиб.
- 16 апреля
  - США заявили о признании нейтралитета и территориальной целостности Камбоджи[53]. Через два дня ВВС США начали распыление отравляющих веществ над камбоджийскими джунглями[54].
  - Премьер-министр Португалии Марселу Каэтану начал свою поездку по португальским колониям в Африке (до 24 апреля)[9].
- 17 апреля — Александр Дубчек снят с поста первого секретаря Коммунистической партии Чехословакии. Новым первым секретарём избран Густав Гусак[1].

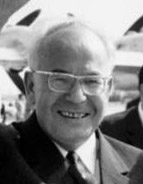
17 апреля: Густав Гусак — новый партийный лидер Чехословакии

- 18 апреля — вступила в силу видоизменённая конституция Кении, созданная на базе конституции 1963 года[55].
- 23 апреля — премьер-министр Австралии Джон Грей Гортон заявил, что США и Австралия достигли соглашения о строительстве совместной военно-космической базы на юге Австралии[56].
- 27 апреля
  - На референдуме во Франции большинство голосующих отвергли предложения президента Шарля де Голля об административно-территориальной реформе и реформе сената[57].
  - При падении вертолёта на аэродроме Аргуа в городе Кочабамба погиб президент Боливии Рене Баррьентос, его обязанности перешли к вице-президенту Л. А. Силесу Салинасу[7].
  - Новый премьер-министр Непала Кирхи Нидхи Биста реорганизовал правительство[49].
- 28 апреля
  - Генерал Шарль де Голль ушёл с поста президента Франции, передав пост председателю Сената Алену Поэру до проведения новых президентских выборов[57].
  - Александр Дубчек избран председателем Национального собрания Чехословакии[1].
  - Папа Римский Павел VI на заседании консистории заявил о назначении 35 новых кардиналов. Состав Коллегии кардиналов расширен до 134 членов[58].
- 29 апреля
  - В Гане опубликован декрет о разрешении создания и возобновлении деятельности политических партий[59].
  - В Республике Гаити принят закон, предусматривавший смертную казнь за принадлежность к Объединённой партии гаитянских коммунистов[60].

### Май
- 1 мая — основана AMD
- 2 мая — в Сирии принята новая Конституция, провозгласившая страну социалистическим народным демократическим государством[61].
- 3 мая — скончался президент Индии Закир Хусейн. Исполняющим обязанности президента стал вице-президент В. В. Гири[62].
- 5 мая
  - Распространена памятная записка правительства Финляндии к правительствам государств Европы, а также США и Канады о созыве совещания для обсуждения вопросов европейской безопасности в Хельсинки. 9 июня инициатива официально поддержана СССР[63].
  - Французская коммунистическая партия выдвинула кандидатуру Жака Дюкло в президенты Франции[16].
- 8 мая — на переговорах в Париже делегация НФОЮВ выдвинула программу из 10 пунктов — «Принципы и основное содержание общего решения южновьетнамской проблемы в целях содействия восстановлению мира во Вьетнаме»[64].
- 11 мая — парламентские выборы в Малайзии. Правящий альянс потерял места в парламенте, но остался у власти[65].
- 13 мая — в Малайзии начались кровавые столкновения между малайской и китайской общинами, прошли погромы китайских магазинов[65].
- 14 мая
  - Президент США Ричард Никсон выдвинул программу из 8 пунктов — свой план урегулирования конфликта в Южном Вьетнаме[64].
  - СССР и Финляндия подписали соглашение о сотрудничестве в области исследований по использованию ядерной энергии в мирных целях[63].
- 15 мая — португальская оппозиция собралась на трёхдневный легальный съезд в Авейру. Выдвинуты требования о роспуске политической полиции ПИДЕ и восстановления свободы слова[9].
- 16 мая — советский межпланетный космический аппарат «Венера-5» достиг Венеры.
- 17 мая
  - В охваченной межэтническими столкновениями Малайзии введено чрезвычайное положение. Власть передана Национальному оперативному совету во главе с Абдул Разаком. Деятельность правительства во главе с Абдул Рахманом фактически приостановлена[66].
  - Председателем Союзного исполнительного веча (правительства) Социалистической Федеративной Республики Югославии избран М. Рибичич.
  - Руководитель Польши Владислав Гомулка предложил ФРГ заключить договор об окончательном признании польско-германской границы по Одеру и Нейсе. Предложение отклонено[67].
  - советский межпланетный космический аппарат «Венера-6» достиг Венеры.
- 18 мая — Камбоджа разорвала дипломатические отношения с ФРГ[67].
- 18 мая — старт корабля Аполлон-10 (США) (приземление 26 мая). Экипаж — Томас Стаффорд, Джон Янг, Юджин Сернан. Второй полёт к Луне и её облёт. Генеральная репетиция высадки на Луну.
- 20 мая — премьер-министр Малайзии Абдул Рахман сформировал новое правительство[68].
- 22 мая
  - президент Ирландии Имон де Валера распустил парламент[69].
  - Премьер-министром Сомали вновь назначен Мухаммед Хаджи Ибрагим Эгаль[68].
- 24 мая — заявление МИД КНР с требованием к СССР признать факт захвата в прошлом китайских территорий[70].
- 25 мая — военный переворот в Судане («Майская революция»). К власти пришёл Революционный совет во главе с Джафаром Нимейри, страна провозглашена Демократической Республикой Судан, вставшей на путь строительства социализма[71]. Политические партии распущены, премьер-министром назначен Бабикер Авадалла[72].
- 26 мая — основан Андский пакт.
- 27 мая — президент Сирии Нуреддин аль-Атасси сформировал новое правительство[61].

- 29 мая

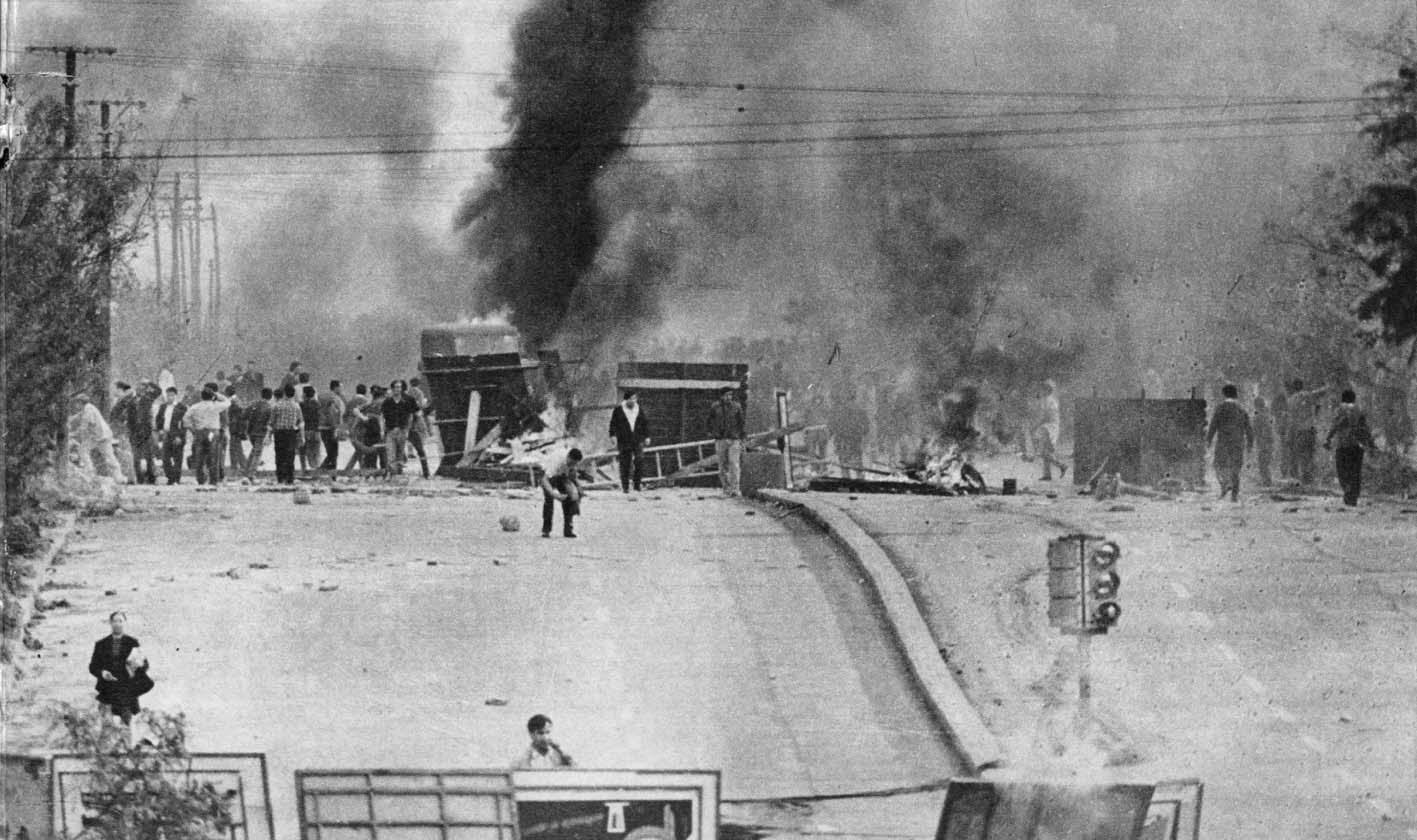
Кордобасо — восстание в Кордове против военного правительства Аргентины

  - Аргентинская Кордова присоединилась к восстанию против диктатуры.
  - Катастрофа Ми-2 под Олёкминском.
- 30 мая — принята первая конституция Гибралтара[73].
- 31 мая — Конституционный комитет предоставил Революционному совету Бирмы свои рекомендации по достижению национального единства, отклонив предложения бывшего премьер-министра У Ну о возврате к многопартийной демократии[74].

### Июнь
- 1 июня
  - Прошли выборы в сейм Польской Народной Республики[75].
  - Прошёл первый тур президентских выборов во Франции. Жорж Помпиду собрал 44 % голосов, Ален Поэр — 23 %, Жак Дюкло — 21 % голосов[16].
  - На волне антиамериканских настроений Венесуэла отменила визит в страну специального представителя президента США Нельсона Рокфеллера[41].
- 3 июня — Столкновение двух Ан-12АП над Псковом, погибли 14 человек.
- 4 июня
  - В Израиле принят закон, согласно которому национальная валюта должна называться не лирой, а шекелем. Переход был осуществлён только в 1980 году.
  - Президент Аргентины генерал Хуан Карлос Онганиа реорганизовал правительство после всеобщей забастовки 30 мая[76].
  - Самолёт гаитянских революционеров-эмигрантов сбросил зажигательные бомбы на Порт-о-Пренс. Республика Гаити обвинила в нападении Кубу[77].
  - Катастрофа Boeing 727 под Монтерреем, погибли 79 человек.
- 5 июня
  - В Москве в Георгиевском зале Кремля открылось Совещание коммунистических и рабочих партий, на котором были представлены 75 партий из разных стран мира. Закрылось 17 июня[78].
  - Впервые в истории авиации пассажирский самолёт (Ту-144) преодолел звуковой барьер.
- 8 июня
  - Коммунистический Конгресс народных представителей Южного Вьетнама провозгласил Республику Южный Вьетнам и сформировал Временное революционное правительство во главе с Хюинь Тан Фатом и Консультативный совет во главе с Нгуен Хыу Тхо. СССР признал правительство РЮВ 13 июня[79].
  - Президент США Ричард Никсон встретился на острове Мидуэй с президентом Южного Вьетнама Нгуен Ван Тхиеу и обнародовал свой план «вьетнамизации» конфликта в Южном Вьетнаме — постепенной передачи антипартизанских функций южновьетнамской армии[64].
  - Футбольный матч между командами Сальвадора и Гондураса на стадионе в Тегусигальпе положил начало конфликту, приведшему к ″Футбольной войне″[80].
- 9 июня — новые власти Судана во главе с Джафаром Нимейри опубликовали план урегулирования проблемы Юга путём предоставления автономии югу страны и осуществления программ развития[71].
- 10 июня — в Сенегале после массовых антиправительственных волнений введено чрезвычайное положение[81].
- 11 июня
  - США и Камбоджа восстановили дипломатические отношения, разорванные в 1965 году[53].
  - Нота протеста МИД СССР к МИД КНР по поводу нарушения китайской стороной советской границы в районе Тасты (Казахская ССР)[70].
  - В Москве открылся I Международный конкурс артистов балета.
- 12 июня — в Судане учреждён Народный суд для рассмотрения дел деятелей свергнутого в мае режима[72].
- 15 июня
  - Новым президентом Франции во втором туре голосования избран Жорж Помпиду, победивший Алена Поэра (58,2 % против 41,8 %)[82].
  - В преддверии футбольного матча между командами Сальвадора и Гондураса в Сан-Сальвадоре начались массовые беспорядки. В ответ на это в Гондурасе началось стихийное преследование сальвадорцев[80].
  - Президентом Чада на безальтернативной основе избран Франсуа Томбалбай.
- 17 июня — федеральный канцлер ФРГ Курт Кизингер выступил с заявлением «О положении нации в разделённой Германии»[29].
- 18 июня — внеочередные выборы в Ирландии, победила правящая партия Фианна Файл (45,7 % голосов, 75 из 144 мест в Палате представителей)[69].
- 19 июня — президент Южного Йемена Кахтан аш-Шааби сместил с должности министра внутренних дел Мухаммеда Хейтама, что вызвало политический кризис[83].
- 20 июня
  - Жорж Помпиду вступил на пост президента Франции[16].
  - Ушло в отставку правительство Франции во главе с Морисом Кув де Мюрвилем. Новым премьер-министром Франции назначен Жак Шабан-Дельмас[82].
  - Правительство Гондураса заявило правительству Сальвадора официальный протест против оскорбительных действий сальвадорских болельщиков во время матча 15 июня. В ответ правительство Сальвадора через пять дней обратилось в Межамериканскую комиссию по правам человека с просьбой защитить своих граждан в Гондурасе[84].
  - На конституционном референдуме одобрена конституция Южной Родезии, страна провозглашена республикой[85].
- 23 июня
  - Смещён президент Народной Республики Южного Йемена Кахтан аш-Шааби, власть перешла к левому крылу Национального фронта во главе с Абдель Фаттахом Исмаилом (возглавил Фронт), Салемом Рубайя Али (возглавил государство) и Мохаммедом Хейтамом (стал главой правительства)[86].
  - Над Юхновским районом (Калужская область) столкнулись военно-транспортный Ан-12БП и пассажирский Ил-14М, погибли 120 человек. Крупнейшее столкновение самолётов на территории России.
- 24 июня
  - Член подпольного Фронта национального освобождения Гвинеи Т. Кейта совершил неудачное покушение на президента Гвинеи Ахмеда Секу Туре[87].
  - Революционное правительство вооружённых сил Перу издало закон об аграрной реформе. Установлен предел земельной собственности до 20 гектар на побережье и до 110 гектар в горах и джунглях. Экспроприировались крупные имения и частные предприятия аграрного сектора[75].
  - Великобритания разорвала дипломатические отношения с Южной Родезией.
- 25 июня
  - В Дании на референдуме отклонён законопроект о снижении избирательного возраста до 18 лет[88].
  - В Уругвае после волны забастовок введено чрезвычайное положение[35].
- 26 июня — в Советской Армии произведены изменения в знаках различия[89].
- 27 июня
  - Индия выразила Пакистану протест против строительства стратегического шоссе Кашмир — Синьцзян и ввода в Кашмир 12 000 китайских военных строителей[90].
  - Сессия Сейма Польши переизбрала председателем Госсовета М. Спыхальского, председателем Совета министров — Ю. Циранкевича[91].
- 28 июня
  - В Малайзии вспыхнули столкновения между малайцами и индийцами[66].
  - Катастрофа Ил-14 под Таласом (Киргизия), погибли 40 человек.
  - В Нью-Йорке начались Стоунволлские бунты.
- 30 июня — испанский анклав Ифни торжественно передан Марокко[3].

### Июль
- 1 июля

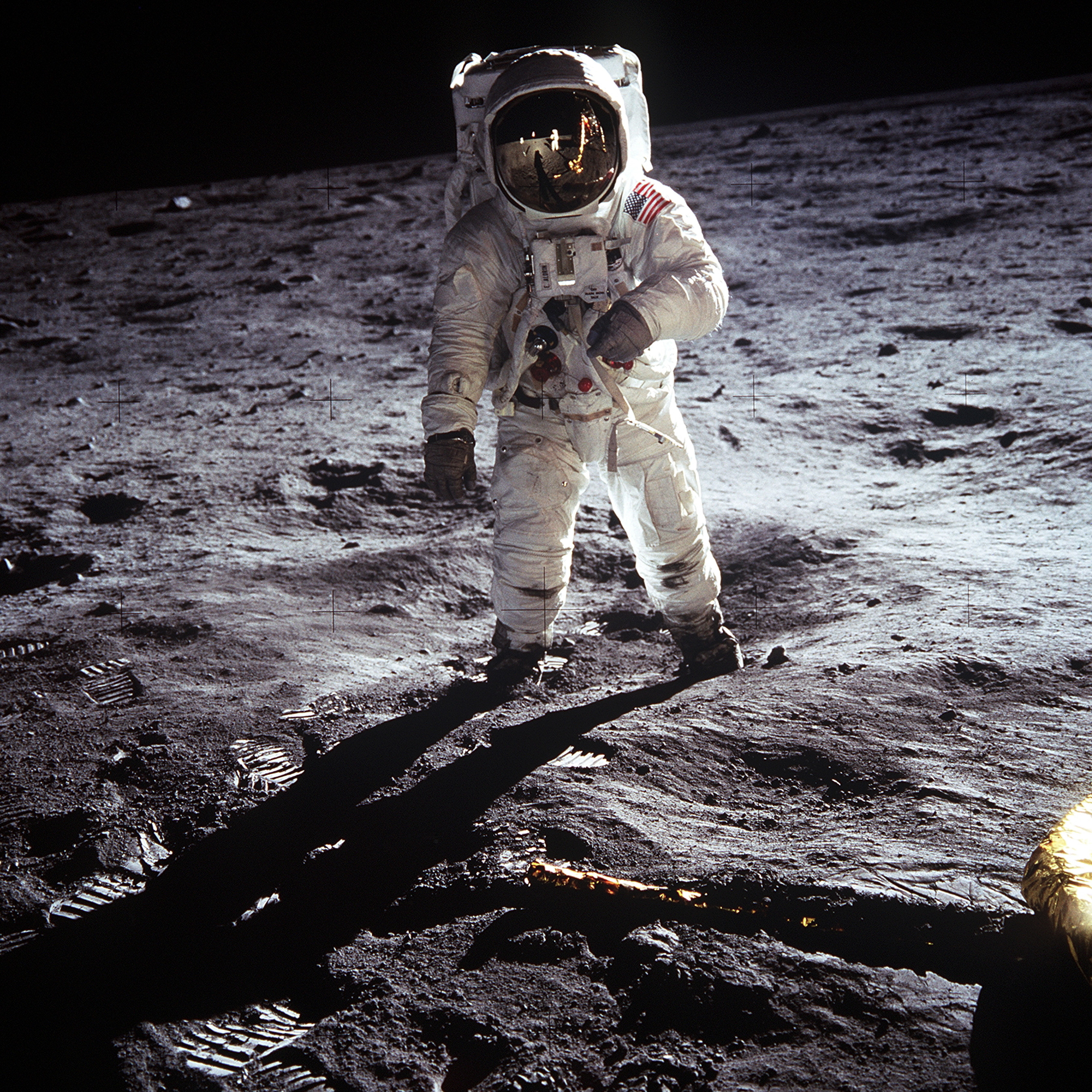
Высадка американских космонавтов на Луну

  - Новым президентом Федеративной Республики Германии стал Густав Хайнеман[92].
  - Совет национальной безопасности Бразилии провёл чистку государственного аппарата и лишил 75 политиков политических прав на 10 лет[15].
  - В СССР введены в действие Основы земельного законодательства от 13 декабря 1968 года[93].
  - Упразднены областные национальные комитеты в Словацкой Социалистической Республике[42].
- 2 июля
  - Премьер-министром Ирландии переизбран Д. Линч[91].
  - В Пномпене объявлено о восстановлении дипломатических отношений между Камбоджей и США[56].
- 5 июля
  - В Найроби убит министр развития Кении и генеральный секретарь правящей партии КАНУ Том Мбойя. Его убийство вызвало первые в истории независимой Кении межнациональные столкновения между народностями кикуйю и луо[94].
  - Подало в отставку левоцентристское правительство Италии во главе с Мариано Румором.
- 7 июля — парламент Канады утвердил закон, объявляющий с 7 сентября английский и французский языки официальными языками федерального правительства[95].
- 8 июля
  - Протест МИД СССР по поводу вооружённого советско-китайского конфликта на острове Гольдинский (река Амур)[70].
  - Хасан аль-Амри смещён с постов премьер-министра и главнокомандующего вооружёнными силами Йеменской Арабской Республики[96].
- 9 июля — новым премьер-министром Йемена вместо генерала Хасана Аль-Амри назначен Абд ас-Салам Сабра.
  - Председатель Президиума Верховного Совета СССР Н. В. Подгорный принял астронавта США Фрэнка Бормана[97].
- 10 июля — китайские военные обстреляли индийский пограничный патруль на перевале Лупу-ла[90].
- 11 июля
  - В СССР приняты Основы исправительно-трудового законодательства. Введены в действие с 1 ноября 1969 года[93].
  - В Исси-ле-Мулино открылся трёхдневный съезд социалистических организаций Франции, на котором была создана объединённая Социалистическая партия Франции[16].
- 12 июля — в Дагомее подполковник Альфонс Амаду Алле совершил неудачную попытку военного переворота[52].
- 13 июля — С космодрома Байконур стартовала ракета-носитель «Протон-К», которая вывела на траекторию полёта к Луне АМС Луна-15.
- 14 июля 
  - Под наблюдением ООН началось голосование на Западном Ириане (Индонезия) по вопросу о его нахождении в составе Индонезии[98].
  - Гейдар Алиев избран первым секретарём ЦК Компартии Азербайджанской ССР.
- 14—20 июля — пограничный конфликт между Гондурасом и Сальвадором, так называемая ″Футбольная война″[99].
- 15 июля — вечером ВВС Сальвадора нанесли бомбовые удары по аэродрому Тегусигальпы и городам Гондураса. Армия Сальвадора начала наступление на территории Гондураса[99].
- 16 июля — старт космического корабля Аполлон-11 с космодрома Мыс Канаверал США (ракета-носитель Сатурн V), приземление 24 июля. Экипаж — Нил Армстронг, Майкл Коллинз, Эдвин Олдрин.
- 17 июля
  - Португалия и США возобновили соглашение о сотрудничестве в области мирного использования ядерной энергии[9].
  - Первым секретарём объединённой Социалистической партии Франции стал Ален Савари[16].
- 18 июля
  - Армия Сальвадора углубилась на территорию Гондураса на расстояние до 30 километров от границы, президент Сальвадора генерал Фидель Санчес Эрнандес выехал в расположение армии на гондурасской территории. В этот же день под давлением Совета Организации американских государств стороны заключили соглашение о временном прекращении огня[100].
  - Автомобиль сенатора Эдварда Кеннеди упал с моста в штате Массачусетс, погибла ехавшая с ним Мэри Джо Копечне. Этот инцидент негативно повлиял на всю его карьеру.
- 19 июля — президент Демократической Республики Вьетнам Хо Ши Мин осудил план «вьетнамизации» конфликта в Южном Вьетнаме, объявленный президентом США Ричардом Никсоном[64].
- 20 июля
  - Экипаж Аполлона-11 совершил первую в истории человечества посадку на Луну[101].
  - Временно исполняющим обязанности президента Индии стал М. Хидаятулла.
- 21 июля — Нил Армстронг впервые вышел на поверхность Луны[102].
- 22 июля — кортесы Испании утвердили принца Хуана Карлоса преемником генералиссимуса Франсиско Франко и будущим королём Испании, 24 июля он приведён к присяге[3].
- 23 июля — США ослабили ограничения на торговлю и поездки в КНР[97].
- 24 июля
  - Первая лунная экспедиция «Аполлона-11» вернулась на Землю[101].
  - Революционное правительство вооружённых сил Перу издало закон, объявивший собственностью государства все виды водных ресурсов[75].
- 25 июля — озвучена «доктрина Никсона» — обязательство США и в дальнейшем участвовать в обеспечении обороны своих союзников и своём праве определять масштабы, формы и сферы своего вмешательства в региональные события, руководствуясь своими национальными интересами[103].
- 27 июля — между СССР и Египтом подписан протокол, согласно которому СССР обязался построить в Египте заводы по производству фосфора и фосфорных удобрений, алюминиевый завод[104].
- 29 июля — новым премьер-министром Йемена стал Мухсин Ахмад аль-Айни.
- 30 июля
  - Президент США Ричард Никсон совершил незапланированный визит в Южный Вьетнам, где встретился с президентом Нгуен Ван Тхиеу и американским военным командованием.
  - В Гибралтаре прошли первые выборы в местный парламент — Палату собрания[73].
  - Принят Семейный кодекс РСФСР[105].
- 31 июля
  - Папа римский Павел VI начал свою поездку в Уганду — первый визит главы римско-католической церкви в африканскую страну. Поездка завершена 2 августа[58].
  - Ушло в отставку правительство Камбоджи во главе с Пенн Нутом[106].
  - В Великобритании монета полпенса выведена из денежного обращения.

### Август
- 2 августа — завершено голосование на Западном Ириане. Консультативные собрания высказались за его дальнейшее пребывание в составе Индонезии[98].
- 3 августа — Катастрофа Ан-24 под Днепропетровском, погибли 55 человек.
- 5 августа — в Италии Мариано Румор сформировал новое однопартийное христианско-демократическое правительство[107].
- 7 августа — МИД Египта выразило протест против продажи США Израилю истребителей «Фантом»[108].
- 8 августа — правительство Франции приняло решение о девальвации франка на 12,5 % из-за экономических трудностей. Страны зоны франка девальвировали свои валюты в этом же размере[109].
- 9 августа
  - В Индии подписан законопроект о национализации 14 крупнейших частных банков.
  - Жестокое убийство известной актрисы Шэрон Тейт и её друзей «Семьёй Мэнсона»
- 11 августа — президент Замбии Кеннет Каунда заявил о намерении национализировать меднорудные месторождения страны[24].
- 13 августа
  - Открытие гигантского Ямбургского нефтегазоконденсатного месторождения в Ямало-Ненецком автономном округе СССР.
  - Советско-китайский пограничный инцидент в Семипалатинской области Казахстана в районе озера Жаланашколь[70].
- 14 августа — премьер-министром Камбоджи назначен министр обороны генерал Лон Нол[106].
- 15—18 августа — Вудстокская ярмарка музыки и искусств прошла на одной из ферм городка в сельской местности Бетел, штат Нью-Йорк, США.

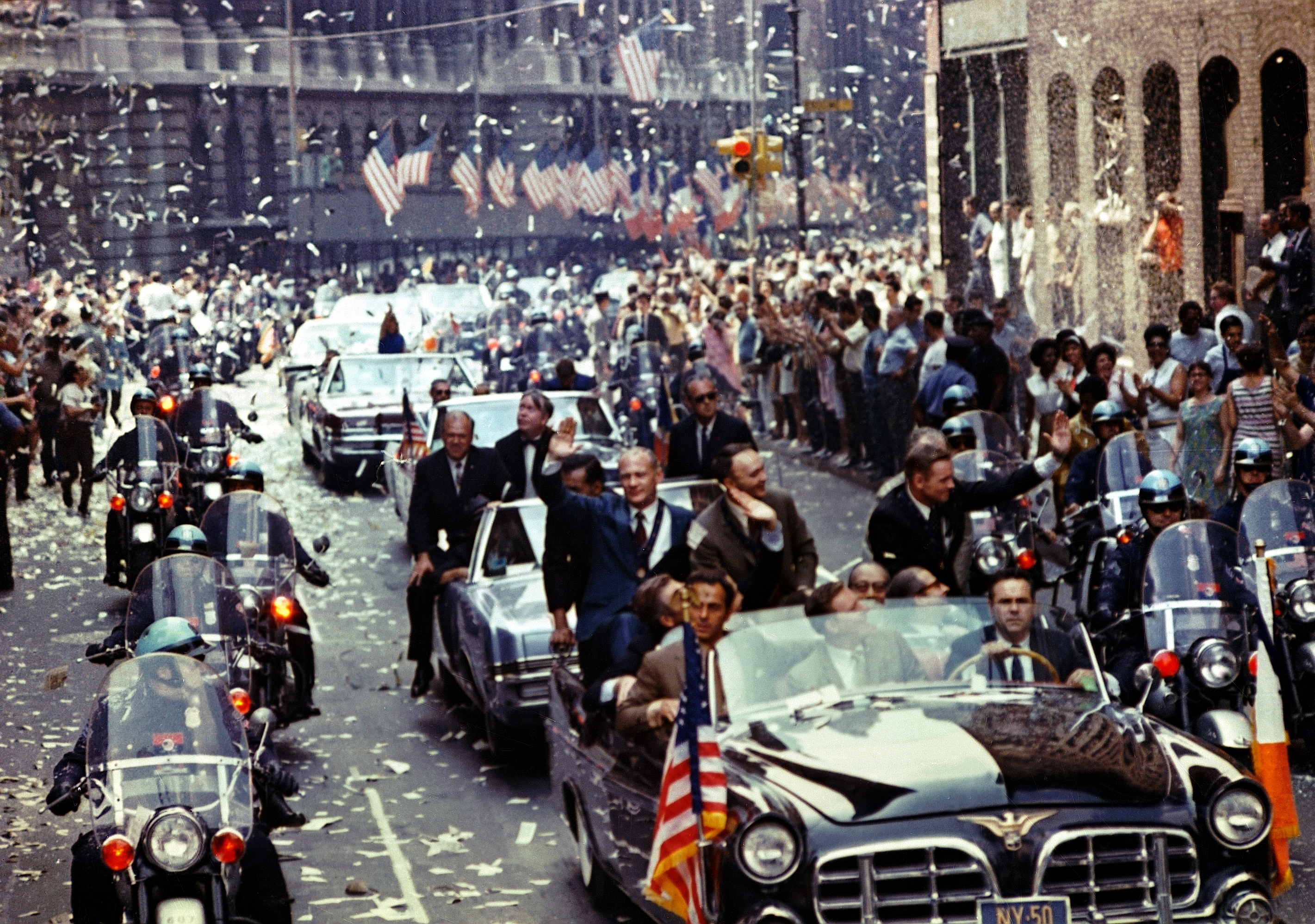
13 августа: Встреча экипажа «Аполлона-11» в США

- 16 августа — президентом Индии избран сторонник Индиры Ганди Варахагири Венката Гири, победивший выдвинутого правыми партиями Нилама Сандживу Редди. Вступил на пост 20 августа[110].
- 17 августа — правительство Ирландии выразило протест против ввода войск Великобритании в Ольстер и обратилось в Совет Безопасности ООН с просьбой рассмотреть положение в Северной Ирландии[69].
- 18 августа — в Камбодже из-за экономических трудностей снижен золотой паритет риэля[106].
- 19 августа — глава Камбоджи принц Нородом Сианук опубликовал циркуляр о введении в стране «политики строжайшей экономии»[106].
- 20 августа
  - Совместное постановление Политбюро ЦК КПСС и Совета Министров СССР об учреждении в составе высших учебных заведений СССР подготовительных отделений для подготовки поступления в вузы рабочей и сельской молодёжи и демобилизованных из Советской Армии.

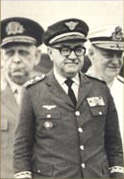
31 августа: к власти в Бразилии приходит военная хунта

- 21 августа — правительство Ирландии заявило, что не признаёт юрисдикции Великобритании над какой-либо частью ирландской территории[69].
- 22 августа — Учредительное собрание Ганы приняло новую Конституцию страны[111].
- 26 августа — Катастрофа Ил-18 во Внукове, погибли 16 человек.
- 27 августа — в Аргентине прошла всеобщая забастовка, в которой участвовало почти 3 млн человек[112].
- 28 августа — между СССР и Польской Народной Республикой подписано Соглашение о границе континентального шельфа в Гданьском заливе и юго-восточной части Балтийского моря[113].
- 29 августа
  - В Гане прошли первые после военного правления парламентские выборы, победила Прогрессивная партия, получившая 58,3 % голосов и 105 из 140 мест в Национальной Ассамблее[114].
  - Центральный комитет Социалистической партии Чили выдвинул Сальвадора Альенде кандидатом в президенты Чили на выборах 1970 года[115].
- 31 августа — официально объявлено о болезни президента Бразилии маршала Артура да Коста-и-Силвы и его неспособности исполнять функции президента. Власть передана триумвирату в составе военного министра генерала Аурелиу ди Лира Тавариса, министра морского флота адмирала Аугусту Радемакера и министра авиации бригадного генерала Марсиу ди Соза и Мелу[116][117].

### Сентябрь
- 1 сентября
  - В Ливии капитан (позже полковник) Муаммар Каддафи пришёл к власти в результате военного переворота («Сентябрьской революции»). Провозглашена Ливийская Арабская Республика[118]. В первые дни после переворота в целях конспирации лидером революции называется полковник Саад ад-Дин Абу Швейриб[119][120].
  - В Каире открылось совещание в верхах арабских стран с участием Гамаль Абдель Насера (Египет), Нуреддина аль-Атасси (Сирия), Джафара Нимейри (Судан), короля Иордании Хусейна бен Талал и иракского вице-премьера генерала Салеха Аммаша[119].
  - Марокко стало ассоциированным членом Европейского экономического сообщества[121].
  - Под Эгвекинотом разбился самолёт Ил-14П, погибли 22 человека — крупнейшая авиакатастрофа на Чукотке.
- 2 сентября
  - В Ханое скончался первый президент Демократической Республики Вьетнам Хо Ши Мин. О его смерти объявлено 3 сентября[79].
  - Появился ARPANET — первый прообраз Интернета.
  - Премьер-министром Северного Йемена назначен инженер Абдалла Аль-Куршуми, сменивший Мухсина аль-Айни[96][122].
- 2 сентября и 8 сентября по проекту «Грифон» произведено два ядерных взрыва по 7,6 килотонны в 10 км южнее города Оса для интенсификации добычи нефти[123][124][125].
- 3 сентября — в Гане приведено к присяге гражданское правительство во главе с Кофи Бусиа. Национальный совет освобождения упразднён, его глава генерал Аквази Аманква Африфа стал главой Президентской комиссии[114].
- 4 сентября в Рио-де-Жанейро похищен посол США в Бразилии У. Б. Элбрик. Освобождён 7 сентября после удовлетворения требований об освобождении 15 политзаключённых[117].
- 6—13 сентября — в Стамбуле, Турция состоялась 21-я Международная конференция Красного Креста.
- 7 сентября — парламентские выборы в Сан-Марино[126].
- 7—8 сентября — выборы в стортинг Норвегии. Правоцентристская коалиция премьер-министра Пера Бортена (Партия Центра) сохранила большинство[127].
- 8 сентября — в Ливии сформировано первое республиканское правительство во главе с Махмудом Сулейманом аль-Магриби[128].
- 9 сентября
  - На траурном митинге в Ханое, посвящённом памяти Хо Ши Мина, первый секретарь Партии трудящихся Вьетнама Ле Зуан призвал вьетнамский народ реализовать завещание Хо Ши Мина от 10 мая 1969 года[79].
  - Подписано соглашение о строительстве СССР атомной электростанции в Финляндии[63].
  - Над Индианаполисом столкнулись самолёты McDonnell Douglas DC-9-31 авиакомпании Allegheny Airlines и частный Piper PA-28-140 Cherokee, погибли 83 человека. Крупнейшая авиакатастрофа в штате Индиана.
- 11 сентября — Председатель Совета Министров СССР А. Н. Косыгин, возвращавшийся в Москву из Ханоя, где участвовал в похоронах Хо Ши Мина, сделал промежуточную посадку в Пекине для переговоров с премьером Госсовета КНР Чжоу Эньлаем в здании Пекинского аэропорта. Достигнута договорённость о путях урегулирования советско-китайского конфликта[70].
- 13 сентября — в Ливии объявлено, что во главе Совета революционного командования стоит Муаммар Каддафи[129].
- 16 сентября — Западный Ириан официально провозглашён 26-й провинцией Индонезии[130].
- 18 сентября — Революционный совет Судана провёл чистку государственного аппарата[72].
- 19 сентября
  - Первый полёт вертолёта Ми-24.
  - Президент США Ричард Никсон предложил правительству Демократической Республики Вьетнам взаимный вывод войск из Южного Вьетнама. Предложение было отвергнуто[64].
  - Отставка правительства Мали во главе с капитаном Йоро Диаките. Пост премьер-министра упразднён, кабинет возглавил глава государства Муса Траоре[131].

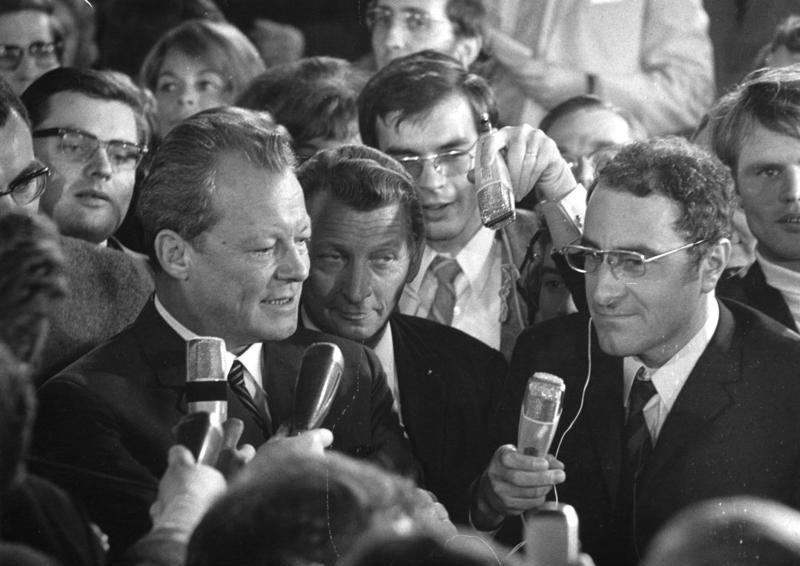
28 сентября: ФРГ: победа социал-демократов на выборах в бундестаг. Интервью будущего федерального канцлера ФРГ Вилли Брандта.

- 21 сентября — Катастрофа Boeing 727 в Мехико.
- 22—23 сентября — в Рабате прошла конференция глав государств и правительств 25 мусульманских стран.
- 23 сентября
  - Национальное собрание избрало президентом Демократической Республики Вьетнам Тон Дык Тханга, вице-президентом — Нгуен Лыонг Банга[79][132].
  - КНР произвела подземный ядерный взрыв[27].
  - В Мехико полиция расстреляла студенческий митинг в Национальном автономном университете[133].
- 25 сентября
  - Основана Организация Исламская конференция.
  - Открылся двухдневный пленум Центрального комитета Коммунистической партии Чехословакии. Он снял с постов сторонников Александра Дубчека, отменил ряд принятых в июле-августе 1968 года решений чехословацкого руководства и Чрезвычайного XIV съезда КПЧ[42].
  - В РСФСР принят указ об изъятии охотничьих ружей у лиц, совершающих антиобщественные поступки[134].
  - над Звенигородом (Московская область) потерпел катастрофу бомбардировщик «Ту-22М», погибли 3 члена экипажа и 2 человека на земле[135]
- 26 сентября
  - Военный переворот в Боливии. К власти пришёл генерал Альфредо Овандо Кандиа[136].
  - В СССР официально упразднён День урожая и коллективизации, учреждённый 23 сентября 1929 года.
  - Правительство Мексики начало операцию «Достоинство», призвав граждан страны не посещать США в ответ на проведённую 21 сентября американскими властями операцию «Перехват» по конфискации марихуаны у мексиканцев, пересекавших границу с США[137].
  - Катастрофа DC-6 под Вилоко.
- 28 сентября — парламентские выборы в ФРГ, социал-либеральная коалиция (Социал-демократическая партия Германии (46,1 % голосов, 242 места из 496 в Бундестаге), во главе с Вилли Брандтом в союзе со Свободной демократической партией (5,8 %, 19 мест)) одержала победу[92].
- 29 сентября — на безальтернативной основе прошли всеобщие выборы в Руанде. Грегуар Кайибанда переизбран президентом, а партия Пармехуту получила все места в парламенте.
- 30 сентября — в столице Берега Слоновой Кости Абиджане произошли массовые столкновения безработных с полицией[138].

### Октябрь
- 1 октября
  - В Гане после трёхлетнего военного правления провозглашена Вторая республика Гана[139].
  - Коммунистическая партия Чили выдвинула Пабло Неруду кандидатом в президенты на выборах 1970 года[140].
  - США провели первое подземное испытание ядерного оружия на острове Амчитка (Алеутские острова)[97].
- 4 октября — завершился начавшийся 29 сентября съезд Социал-демократической рабочей партии Швеции. Достигший пенсионного возраста лидер партии и премьер-министр Таге Эрландер подал в отставку, его преемником избран Улоф Пальме[4].
- 7 октября
  - Распространены «Заявление Китайского правительства» и «Документ МИД КНР», объявляющие около полутора миллионов квадратных километров советской территории в Восточной Сибири и на Дальнем Востоке "исторически принадлежащими" Китаю[70].
  - Новым премьер-министром Марокко назначен Ахмед Лараки.
- 8 октября — в Уганде опубликована Хартия простого человека, провозгласившая курс на социализм, ликвидацию эксплуатации и национализацию земли и всех производственных активов[141].
- 11 октября — старт космического корабля Союз-6. Экипаж — Г. С. Шонин, В. Н. Кубасов. Осуществлена первая сварка в космосе. Приземление 16 октября.
- 12 октября
  - Старт космического корабля Союз-7. Экипаж — А. В. Филипченко, В. Н. Волков, В. В. Горбатко. Приземление 17 октября.
  - В Турции состоялись парламентские выборы, на которых победила правящая Партия справедливости, получившая 46,5 % голосов и 256 из 450 мест в Великом национальном собрании[142].
- 13 октября
  - Старт космического корабля Союз-8. Экипаж — В. А. Шаталов, А. С. Елисеев. Приземление 18 октября.
  - Катастрофа Ан-24 в Нижневартовске, погибли 24 человека.
- 14 октября
  - Премьер-министром Королевства Швеции стал Улоф Пальме[143].
  - Распространено программное заявление нового правительства Чехословакии, в котором заявлено, что основной задачей внешней политики ЧССР станет «восстановление доверия и развитие братских отношений» с СССР и социалистическими странами[144].
  - Начата программа международного сотрудничества в области исследования космоса, запущен спутник «Интеркосмос-1».
  - Авария на ядерном полигоне на архипелаге Новая Земля: во время ядерных испытаний через разлом в грунте вырвалась струя радиоактивного газа и пара. Пострадало 344 человека.
- 15 октября
  - В городе Лас-Анод неизвестный в полицейской форме расстрелял президента Сомали Абдирашида Али Шермарка. Функции президента временно переданы председателю Национальной ассамблеи Сомали Шеку Мухтару Мохаммеду Хусейну[145][146].
  - В Бразилии издан Конституционный акт № 16, объявлявший вакантными посты президента и вице-президента страны. Вице-президент Педру Алешу смещён. На следующий день Национальный директорат правящей партии АРЕНА утвердил представление верховного командования армии о выдвижении кандидатом в президенты генерала Эмилиу Гаррастазу Медиси[117].

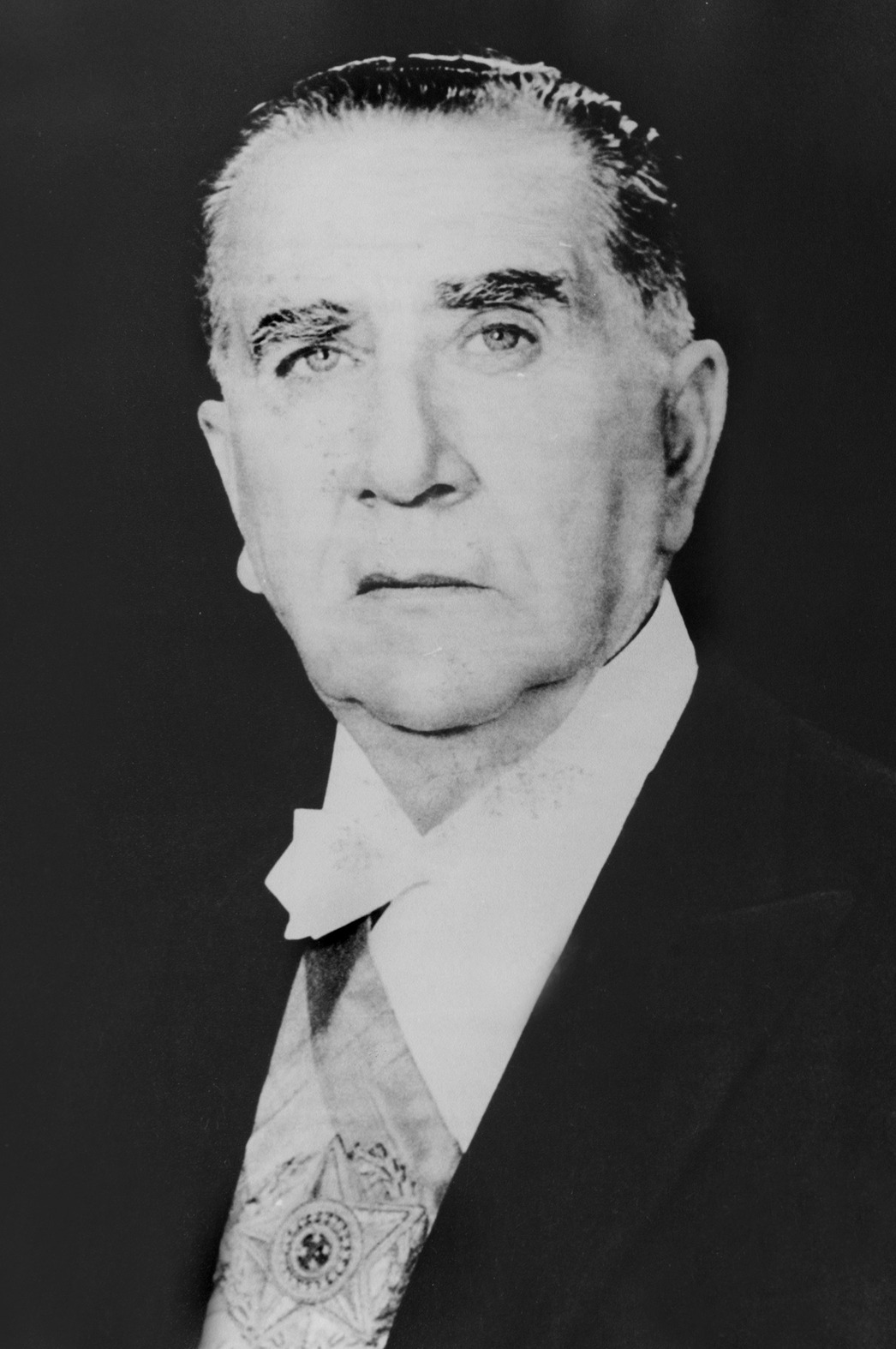
30 октября: генерал Эмилиу Гаррастазу Медиси — новый президент Бразилии

- - Александр Дубчек смещён с поста председателя Национального собрания Чехословакии. Новым председателем Национального собрания избран Далибор Ганес[1].
  - В ходе визита в СССР делегации Вьетнама во главе с премьер-министром Фам Ван Донгом подписаны соглашения об оказании безвозмездной экономической и военной помощи ДРВ, предоставлении новых кредитов и взаимных поставках товаров в 1970 году.
  - В США начались двухдневные антивоенные демонстрации[34].
- 16 октября — новое военное правительство Боливии приняло декрет № 08956 о национализации собственности американской нефтяной компании «Bolivian Gulf Oil Company»[147].
- 17 октября
  - Военные власти Бразилии ввели новую конституцию страны[116].
  - В Будапеште открылся VII Всемирный конгресс профсоюзов с участием делегатов 97 стран.
- 18 октября — в Ботсване прошли парламентские выборы. Правящая Демократическая партия получила 24 из 35 мест в Национальном собрании.
- 20 октября — в Пекине начались советско-китайские переговоры по урегулированию конфликта между двумя странами[70].
- 21 октября
  - В ФРГ сформировано первое социал-демократическое правительство (в коалиции со СвДП во главе с Вилли Брандтом[92].
  - Военный переворот в Сомали («Октябрьская революция»). К власти пришёл Верховный революционный совет во главе с генерал-майором Мохамедом Сиадом Барре. 23 октября страна провозглашена Сомалийской Демократической Республикой, взят курс на строительство социализма[145].

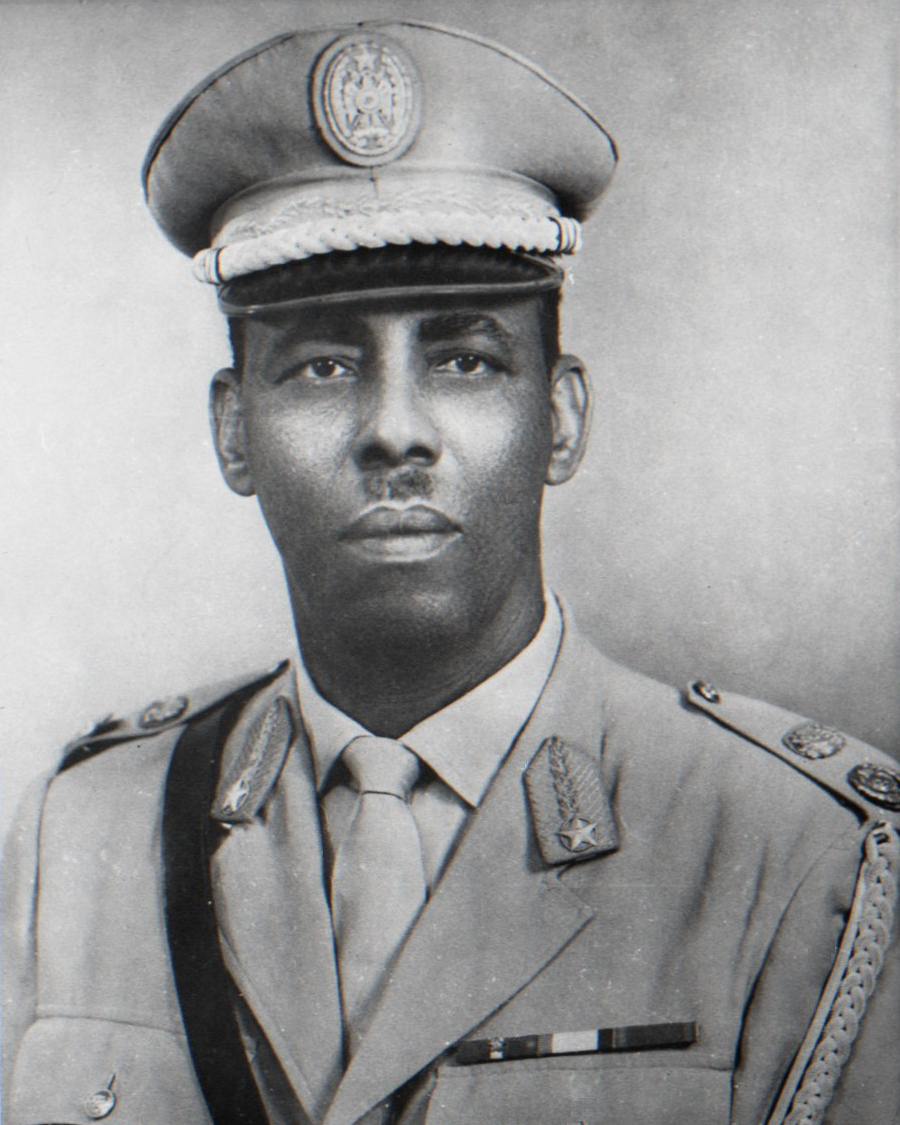
21 октября: Октябрьская революция в Сомали. Бригадный генерал Мохамед Сиад Барре провозглашает Сомалийскую Демократическую Республику

- - В Чили поднял восстание полк «Такна». Обвинённый в заговоре бригадный генерал Роберто Вио смещён с постов и арестован[148].
  - Президент США Ричард Никсон принял советских космонавтов Г. Т. Берегового и К. П. Феоктистова[97].
- 22 октября — Верховный совет Федерации арабских княжеств Персидского залива избрал первым президентом Федерации эмира княжества Абу-Даби шейха Зайда ибн Султана аль-Нахайяна[149].
- 25 октября
  - Президентом Бразилии на безальтернативной основе избран генерал Эмилиу Гаррастазу Медиси[117].
  - Парламентские выборы в Австралии. Партийная коалиция премьер-министра Джона Гортона осталась у власти[150].
  - Во время визита президента Кении Джомо Кениаты в Кисуму там прошли волнения[94].
- 26 октября — парламентские выборы в Португалии. Все 130 мест в Национальном собрании получила правящая партия Национальный союз[9].
- 26 — 27 октября — землетрясение в Боснии и Герцеговине (Югославия), сильно пострадал город Баня-Лука[32].
- 27 октября — британская колония Сент-Винсент провозглашён ассоциированным с Великобританией государством.
- 28 октября
  - Председатель Революционного совета Судана Джафар Нимейри занял пост премьер-министра[72].
  - В Израиле прошли выборы в кнессет и муниципальные выборы. Победил левый блок Маарах премьер-министра Голды Меир.
- 29 октября
  - Ливия потребовала ликвидировать британские военные базы на её территории[151].
  - Каудильо Испании Франсиско Франко реорганизовал правительство страны[3].
  - День рождения интернета. Леонард Кляйнрок соединил два компьютера и передал два символа из Калифорнийского университета в Лос-Анджелесе в Стэнфордский исследовательский институт.
- 30 октября
  - Вступил в должность новый президент Бразилии генерал Эмилиу Гаррастазу Медиси. Одновременно вступила в силу новая конституция, в соответствии с которой страна получила новое название — Федеративная Республика Бразилия[116].
  - В Кении запрещён Союз народа Кении Огинги Одинги[94].

### Ноябрь
- 2 ноября — В Тунисе прошли президентские и парламентские выборы на безальтернативной основе. Президентом в третий раз избран Хабиб Бургиба, все места в парламенте получила Социалистическая дестуровская партия, министр экономики Хеди Нуира сменил Бахи Ладхама на посту премьер-министра Туниса.
- 3 ноября — президент США Ричард Никсон выступил по радио и телевидению США с заявлением, что в американском обществе углубляется раскол из-за войны во Вьетнаме, но поспешный вывод американских войск из Индокитая обернётся катастрофой для США[34].
- 5 ноября — в СССР учреждены юбилейные медали «За доблестный труд. В ознаменование 100-летия со дня рождения Владимира Ильича Ленина» и «За воинскую доблесть. В ознаменование 100-летия со дня рождения Владимира Ильича Ленина».
- 7 ноября — распущен парламент Лесото. Новые выборы назначены на 27 января 1970 года[152].
- 11 ноября — состоялись выборы президента, палаты представителей и половины состава сената Филиппин. Президентом вновь переизбран Фердинанд Маркос[153].
- 12 ноября — СССР и Эквадор, установившие дипломатические отношения в 1945 году, впервые обменялись дипломатическими представителями[154].
- 13 ноября
  - Революционный совет Ливии национализировал четыре крупнейших банка[155]. Бывшая резиденция короля близ Бенгази передана под туберкулёзную больницу[156].
  - В Мексике съезд правящей Институционно-революционной партии выдвинул министра внутренних дел Луиса Эчеверриа Альвареса кандидатом в президенты Мексики на предстоящих выборах 1970 года[137].
- 14 ноября — старт корабля Аполлон-12 (США). Возвращение на Землю — 24 ноября. Экипаж — Чарльз Конрад, Ричард Гордон, Алан Бин. Вторая экспедиция с высадкой на Луне (19-20 ноября).
- 18 ноября
  - Политическая полиция Португалии ПИДЕ реорганизована в Управление общей безопасности (ДЖС)[9].
  - В Либерии убиты американский епископ и его помощник. В связи с возникшими по этому поводу волнениями президенту Уильяму Табмену предоставлены чрезвычайные полномочия[152].
- 19 ноября — в Италии состоялась 24-часовая всеобщая забастовка, в которой участвовало около 20 млн человек[157].
- 21 ноября — заключено Соглашение об экономическом и техническом сотрудничестве между СССР и Демократической Республикой Судан, согласно которому Советский Союз обязался содействовать развитию народного хозяйства Судана. В Судан направлены советские специалисты[158].
- 24 ноября — СССР и США ратифицировали Договор о нераспространении ядерного оружия[34].
- 25 ноября — после самого длительного в истории Ливана правительственного кризиса Рашид Караме сформировал правительство[159].
- 27 ноября
  - В Москве закончился трёхдневный 3-й съезд колхозников (2-й состоялся в 1935 году)[160].
  - Швейцария подписала Договор о нераспространении ядерного оружия[161].
- 28 ноября
  - ФРГ подписала Договор о нераспространении ядерного оружия[162].
  - В Южном Йемене принят Закон об экономической организации государственного сектора. По нему национализированы все банки, страховые, торговые и прочие компании[163].
  - Лидер Албании Энвер Ходжа выступил с резкой критикой СССР и КПСС[164].
  - Глава военного режима Того генерал Гнассингбе Эйадема основал правящую партию страны — Объединение тоголезского народа[17].
- 29 ноября
  - В Албании начата кампания «дальнейшей революционизации всей жизни страны», приуроченная к празднованию 25-летия освобождения страны[164].
  - Парламентские выборы в Новой Зеландии. Победила Национальная партия, правительство Кита Холиока осталось у власти[165].
  - Политбюро ЦК Партии трудящихся Вьетнама приняло решение о сохранении тела Хо Ши Мина в мавзолее[166].

### Декабрь
- 1 декабря — на Маврикии Сивусагур Рамгулам сформировал новый кабинет[167].
- 3 декабря
  - В Москве открылось двухдневное совещание партийно-государственных руководителей СССР, Болгарии, Венгрии, ГДР, Польши, Румынии и Чехословакии[168].
  - Катастрофа Boeing 707 под Каракасом.
- 6 декабря 
  - В гоночном парке[англ.] близ Трейси прошёл печально известный рок-фестиваль Альтамонт, ставший символом конца эры хиппи[169].
  - Первые после провозглашения независимости выборы в парламент Кении. Все места достались единственной и правящей в стране партии КАНУ[94].
- 7 декабря — попытка переворота в Ливии. Арестованы обвинённые в заговоре министр обороны Адам аль-Хавваз и министр внутренних дел Муса Ахмад[170].
- 8 декабря
  - Ливийская делегация во главе с майором Абдель Саламом Джеллудом начала переговоры о ликвидации базы ВМС Великобритании в Тобруке и базы ВВС Великобритании в Эль-Адеме[171].
  - Катастрофа DC-6 под Афинами.
- 10 декабря
  - Переворот в Дагомее. Президент Эмиль Зинсу смещён и арестован, к власти пришёл подполковник Морис Куандете[52].
  - Катастрофа Ил-14 под Махачкалой.
- 11 декабря — Советом революционного командования Ливии опубликована Временная конституционная декларация, которая должна действовать до принятия новой конституции. Одновременно СРК принял решение, что любая попытка свержения революционного режима будет караться смертью[170].
- 12 декабря
  - Попытка переворота в Судане.
  - Греция объявила о выходе из Европейского союза[172].
  - Администрация США второй раз ослабила ограничения на торговлю и поездки в Китайскую Народную Республику: заграничные филиалы американских фирм получили возможность вести торговлю с КНР[97].
  - В Боливии введена государственная монополия на сбыт полезных ископаемых[116].
  - Взрывы, в результате террористических атак, в Риме и Милане[107].
- 13 декабря
  - В Дагомее сформирована Временная директория во главе с подполковником Полем Эмилем де Сузой. На следующий день освобождён свергнутый президент страны Эмиль Зинсу[52].
  - Объявлено о выводе из Ливии всех британских войск до 31 марта 1970 года[173].
- 14 декабря — в Албании начались «массовые революционные акции посредством сосредоточения удара» — мобилизации населения на ускоренное строительство[164].
- 15 декабря
  - В Панаме глава военной хунты полковник Хосе Мария Пинилья Фабрега сместил с поста командующего Национальной гвардией генерала Омара Торрихоса, который находился в частной поездке в Мехико. На следующий день Торрихос прибыл в панамский город Давид, где его поддержал командующий войсками в провинции Чирика майор Мануэль Антонио Норьега. Торрихос и его сторонники начали марш на столицу[174].
  - Ливийская делегация во главе с майором Абдель Саламом Джеллудом начала переговоры о ликвидации базы США Уилус-Филд[175].
- 16 декабря — Генеральная Ассамблея ООН приняла резолюцию о противоречии использования химических и биологических средств ведения войны международному праву[176].
- 17 декабря — Вальтер Ульбрихт направил президенту ФРГ Густаву Хайнеману послание, в котором предложил заключить договор об установлении равноправных отношений между ГДР и ФРГ при условии, что ФРГ полностью откажется от претензий на исключительное представительство немецкого народа[177].
- 19 декабря
  - В Панаме сформирована гражданская хунта во главе с Деметрио Лакасом. Фактически власть перешла в руки генерала Омара Торрихоса[178].
  - В Уганде на закрытии 5-й конференции правящего Народного конгресса, утвердившего курс на социализм, совершено покушение на президента Милтона Оботе. Президент легко ранен, в стране введено чрезвычайное положение, запрещены все политические партии кроме НКУ, арестованы лидеры оппозиции и министры ликвидированного королевства Буганда[141].
  - Дочь И. В. Сталина Светлана Аллилуева лишена гражданства СССР по Закону от 19 августа 1938 года.
  - В СССР приняты Основы законодательства о здравоохранении. Введены в действие с 1 января 1970 года[93].
- 20 декабря — в Рабате открылось трёхдневное совещание в верхах арабских стран[179].
- 23 декабря — объявлено, что до 30 июня 1970 года будет ликвидирована база ВВС США Уилус-Филд[180].
- 27 декабря
  - Левые партии Чили подписали пакт о создании предвыборного блока Народное единство[140].
  - Досрочные выборы в Палату представителей Японии, правящая либерально-демократическая партия сохранила большинство[181].
- 29 декабря
  - Ливия расторгла соглашение о создании противоракетной системы ПВО, заключённое с Великобританией в апреле 1968 года[173].
  - Реорганизован Президентский совет Народной Республики Южного Йемена. Его состав сокращён до трёх членов: Салем Рубайя Али (председатель Совета), Абдель Фаттах Исмаил (лидер правящего Национального фронта) и Мухаммед Хейтам (премьер-министр)[48].
- 30 декабря — принята новая конституция Республики Конго. По ней страна получает новое название — Народная Республика Конго[182].
- 31 декабря
  - В Республике Конго объявлено о создании Конголезской партии труда, председателем ЦК избран Мариан Нгуаби. Этот день официально отмечался в стране как День партии[183].
  - Приказом МО СССР была создана Саратовская военная авиационная школа пилотов.

### Без точных дат
- Международной организации труда присуждена Нобелевская премия мира.
- Считается годом возникновения традиционной скинхед-культуры.
- Год основания популярного советского ВИА «Добры молодцы».
- Декабрь. Начал работу второй энергоблок Нововоронежской АЭС с головным реактором ВВЭР-365.
- На харьковском заводе «Протон» выпущен первый советский кассетный магнитофон «Десна».

### Продолжающиеся события
- Холодная война
- Ядерная гонка
- Космическая гонка
- Советско-китайский раскол
- Конфликт в Северной Ирландии
- Вьетнамская война
- Гражданская война в Лаосе
- Гражданская война в Нигерии
- Колониальная война Португалии
- Арабо-израильский конфликт
- Индо-пакистанский конфликт
- Война за независимость Эритреи
- Деколонизация

## Персоны года
Человек года по версии журнала Time — Жители Срединной Америки (абстрактное понятие).

## Родились
См. также: Категория:Родившиеся в 1969 году

### Январь
- 1 января — Николь Диксон, австралийская актриса.
- 2 января — Кристи Тарлингтон, топ-модель, одна из супермоделей 90-х.
- 3 января — Михаэль Шумахер, семикратный чемпион мира в классе машин Формула-1 (1994—1995, 2000—2004).
- 5 января — Мэрилин Мэнсон, американский рок-музыкант и актёр.
- 6 января — Норман Ридус, американский киноактёр, сценарист, режиссёр.
- 7 января — Мандакини, индийская актриса.
- 8 января — Эми Доленц, американская актриса и кинопродюсер.
- 11 января — Кайл Ричардс, американская актриса и телевизионная персона.
- 12 января
  - Джей Аллард, корпоративный вице президент Microsoft XNA.
  - Наталия Вдовина, российская актриса театра, дубляжа и кино.
- 13 января — Стефания Бельмондо, итальянская лыжница, двукратная чемпионка Олимпийских игр, четырёхкратная чемпионка мира.
- 14 января — Джейсон Бейтман, американский актёр кино и телевидения.
- 15 января — Мерет Беккер, немецкая актриса, певица, композитор и автор песен.
- 16 января
  - Рой Джонс-младший, боксёр-профессионал, актёр, рэпер. Обладает двойным, американо-российским гражданством.
  - Пер Ингве Олин (Дэд), вокалист норвежской блэк-метал группы Mayhem (в 1988-1991 гг.) (ум. в 1991).
  - Татьяна Кузнецова, российская актриса театра и кино.
- 17 января
  - Навин Эндрюс, британский актёр, музыкант.
  - Мудиссон, шведский кинорежиссёр, сценарист, поэт, прозаик.
  - Tiësto, диджей, композитор и музыкальный продюсер.
- 19 января — Венди Мониз, американская телевизионная актриса.
- 20 января
  - Максим Поташев, второй магистр игры «Что? Где? Когда?».
  - Чимэдийн Сайханбилэг, монгольский политический деятель, премьер-министр Монголии в 2014–2016 годах.
- 21 января
  - Андрей Анненков, украинский футболист, полузащитник и защитник.
  - Карина Ломбард, актриса кино и телевидения, певица, музыкант.
- 22 января — Оливия д’Або, британская актриса и певица.
- 23 января
  - Андрей Канчельскис, футболист, игрок сборных СССР, СНГ, России, полузащитник.
  - Ариадна Хиль, испанская актриса.
- 24 января — Стефани Романов, американская актриса и фотомодель русского происхождения.
- 25 января — Михаил Щелканов, советский и российский вирусолог.
- 28 января — Кэтрин Моррис, американская актриса («Детектив Раш»).

### Февраль
- 1 февраля — Габриэль Батистута, футболист, нападающий, лучший бомбардир в истории сборной Аргентины.
- 2 февраля
  - Игорь Шалимов, советский и российский футболист, Полузащитник.
  - Валерий Карпин, советский и российский футболист и тренер.
- 4 февраля
  - Брэнди Ледфорд, американская актриса и модель.
  - Пророк Санбой, советский/российский андеграундный музыкант, певец и видеоблогер.
- 6 февраля — Массимо Бузакка, футбольный судья.
- 7 февраля — Рената Данцевич, польская актриса.
- 8 февраля — Мэри Маккормак, американская актриса
- 11 февраля — Дженнифер Энистон, киноактриса, продюсер.
- 12 февраля — Даррен Аронофски, кинорежиссёр.
- 15 февраля — Birdman, американский рэпер из Нового Орлеана, основатель YMCMB
- 17 февраля
  - Татьяна Аптикеева, советская и российская киноактриса.
  - Тьюзди Найт, американская актриса и певица.
- 21 февраля
  - Петра Кронбергер, австрийская горнолыжница, двукратная олимпийская чемпионка.
  - Онжаню Эллис, американская актриса и продюсер.
- 22 февраля
  - Хоакин Кортес, танцор фламенко и балета, киноактёр, посол цыган в Европейском союзе.
  - Томас Джейн, голливудский киноактёр.
- 25 февраля — Денис Некрасов, российский актёр озвучивания.
- 26 февраля — Оксана Базилевич, российская актриса театра и кино.
- 28 февраля — Роберт Шон Леонард, американский актёр.

### Март
- 1 марта — Хавьер Бардем, испанский актёр.
- 2 марта — Михаил Пореченков, российский актёр театра и кино, телеведущий, заслуженный артист Российской Федерации.
- 4 марта — Пьерлуиджи Казираги, итальянский футболист, нападающий, игрок сборной Италии.
- 5 марта
  - Рена Риффель, фотомодель, актриса, продюсер, режиссёр, сценарист, композитор, монтажёр, оператор («Малхолланд Драйв», «Стриптиз», «Шоугёлз»).
  - Влад Фурман, российский режиссёр театра и кино. Заслуженный деятель искусств Российской Федерации (2013).

- 6 марта
  - Татьяна Буланова, российская поп-певица, заслуженная артистка России.
  - Антон Зайцев, российский телеведущий, журналист, обозреватель компьютерных игр.
  - Андреа Элсон, американская актриса
- 9 марта — Мария Ребека, мексиканская актриса.
- 10 марта — Пэйджет Брюстер, американская телевизионная актриса
- 11 марта — Терренс Ховард, американский актёр и певец.
- 18 марта — Иванчук, Василий Михайлович, шахматист, гроссмейстер, чемпион мира по блицу, чемпион мира по быстрым шахматам.
- 20 марта — Александр Фадеев, (более известный под псевдонимом Данко) — российский певец, актёр.
- 24 марта — Ирина Ермолова, российская театральная актриса.
- 27 марта
  - Мэрайя Кэри, американская певица, автор песен, музыкальный продюсер, актриса и филантроп.
  - Фрэнси Свифт, американская актриса.
  - Поли Перретт, американская актриса кино и телевидения.
- 28 марта — Ли Циммерман, американская актриса, певица и танцовщица.
- 29 марта — Ксения Хаирова, советская и российская актриса театра и кино.

### Апрель
- 2 апреля — Иосиф Пригожин, российский музыкальный продюсер. Создатель рекорд-лейбла NOX Music, организатор российских музыкальных фестивалей, концертов, телевизионных программ.
- 5 апреля — Эвелина Блёданс, российская актриса театра и кино, певица, телеведущая.
- 6 апреля — Пол Радд, американский актёр и сценарист.
- 19 апреля — Шеннон Ли, американская актриса
- 21 апреля — Екатерина Болдышева, советская и российская вокалистка, исполняющая в стилях поп и евродиско.
- 23 апреля — Елена Шушунова, советская гимнастка, олимпийская чемпионка, неоднократная чемпионка мира, Европы и СССР, обладательница Кубка мира и Кубка СССР, победительница Игр Доброй воли, заслуженный мастер спорта СССР.
- 24 апреля — Мелинда Кларк, американская актриса
- 25 апреля
  - Рене Зеллвегер, американская актриса, обладательница премии «Оскар».
  - Джина Торрес, американская телевизионная и киноактриса
  - Дарси Басселл, британская балерина, актриса и певица.
- 27 апреля
  - Стас Михайлов, российский композитор и певец.
  - Тесс Дэйли, английская журналистка, телеведущая, актриса и писательница.

### Май
- 9 мая — Хадсон Лейк, американская актриса.
- 12 мая — Ким Филдс, американская актриса.
- 14 мая
  - Кейт Бланшетт, австралийская киноактриса.
  - Вероника Виейра, аргентинская актриса
- 16 мая
  - Трейси Голд, американская актриса
  - Даниэль Спенсер, австралийская актриса, певица и автор песен.
- 19 мая — Томас Винтерберг, кинорежиссёр.
- 20 мая — Валерий Дидюля, белорусский гитарист и композитор.
- 25 мая — Энн Хеч, голливудская киноактриса.
- 26 мая
  - Анжелика Варум, российская эстрадная певица и актриса.
  - Мусетта Вандер, южноафриканская актриса.
- 28 мая — Сергей Астахов, российский актёр театра и кино.
- 31 мая — Ляля Жемчужная, российская актриса и певица

### Июнь
- 1 июня — Тери Поло, американская актриса
- 3 июня — Тейт Тейлор, американский кинорежиссёр («Прислуга», «Девушка в поезде»).
- 6 июня — Александр Стриженов, советский и российский актёр театра и кино.
- 7 июня — Ким Родс, американская актриса
- 10 июня — Ронни Йонсен, норвежский футболист, защитник.
- 11 июня — Питер Динклэйдж, американский актёр театра и кино.
- 14 июня
  - Штеффи Граф, теннисистка (22 победы в турнирах Большого Шлема).
  - Фёдор Дунаевский, советский киноактёр.
- 15 июня
  - Оливер Кан, немецкий футболист, вратарь, чемпион Европы 1996 года и вице-чемпион мира 2002 года.
  - Айс Кьюб, американский актёр, рэпер.
- 19 июня — Соледад Вильямиль, аргентинская актриса и певица.
- 20 июня — Пётр Толстой, российский общественный деятель, журналист, продюсер и телеведущий.
- 24 июня — Анна Назарьева, советская и российская киноактриса.
- 26 июня — Вячеслав Петкун, музыкант, солист, автор песен и художественный руководитель группы «Танцы минус».
  - Тичина Арнольд, американская актриса и певица
  - Айелет Зорер, израильская киноактриса.
- 29 июня — Авдотья Смирнова, сценарист, кинорежиссёр, телеведущая, публицист.
- 30 июня — Анастасия Немоляева, советская и российская актриса театра и кино, художник, дизайнер.

### Июль
- 3 июля — Шони Смит, американская телеведущая, актриса, певица, автор песен и продюсер.
- 5 июля — Анна Тихонова, советская и российская актриса, кинопродюсер.
- 7 июля
  - Робин Вайгерт, американская актриса
  - Кри Саммер, американская актриса, кинорежиссёр, сценарист, кинопродюсер, кинооператор, певица, автор песен, композитор и музыкант.
- 8 июля — Эдуард Старков, русский поэт, музыкант групп «Химера» и «Последние танки в Париже» (ум. в 1997).
- 10 июля — Александра Хедисон, американский фотограф, режиссёр и актриса.
- 11 июля — Келлита Смит, американская актриса и комик, известная по ролям в телевизионных ситкомах.
- 12 июля — Лиза Николь Карсон, американская актриса
- 13 июля — Олесь Бузина, украинский писатель, журналист, телеведущий (убит в 2015).
- 15 июля — Александр Васильев, российский музыкант, лидер группы «Сплин».
- 16 июля — Рейн Прайор, американская актриса и комедиантка.
- 21 июля — Авраам Руссо, эстрадный певец.
- 22 июля — Диана-Мария Рива, американская телевизионная актриса.
- 24 июля — Дженнифер Лопес, испаноязычная американская актриса, певица, модельер и продюсер.
- 25 июля — Ивонн Шо, итальянская актриса и фотомодель.
- 26 июля — Светлана Свирко, российский театральный режиссёр, актриса.
- 28 июля — Юлия Меньшова, российская актриса и телеведущая.
- 30 июля — Саймон Бейкер, актёр, режиссёр.
- 31 июля — Антонио Конте, итальянский футболист и тренер

### Август
- 2 августа — Ян Аксель Бломберг (Хеллхаммер), норвежский рок-музыкант, ударник.
- 4 августа — Макс Кавалера, бразильский рок-музыкант, бывший фронтмен группы Sepultura.
- 5 августа — Наталья Мальцева, российская телеведущая на телеканале НТВ.
- 8 августа — Ван Фэй, китайская поп-певица и актриса.
- 10 августа — Павел Яцына, лидер группы «Красная Плесень».
- 11 августа — Дрю Берримор, немецкая порноактриса и фотомодель.
- 14 августа — Сильвия Джеффрис, американская актриса.
- 16 августа — Кейт Хиггинс, американская актриса и певица.
- 17 августа 
  - Сильвия Джеффрис, мексиканская актриса и певица.
  - Донни Уолберг, американский актёр
- 18 августа
  - Кристиан Слейтер, американский киноактёр.
  - Эдвард Нортон, американский актёр, сценарист, режиссёр и продюсер.
- 19 августа 
  - Пола Джей Паркер, американская актриса и комедиантка
  - Мэттью Перри, американо-канадский актёр
  - Nate Dogg, Американский рэпер, хип-хоп исполнитель
- 27 августа — Чандра Уилсон, американская актриса, режиссёр и продюсер
- 28 августа
  - Даниил Спиваковский, российский актёр театра и кино.
  - Джек Блэк, американский актёр, музыкант, комик.
  - Шерил Кара Сэндберг, американская предпринимательница
- 29 августа — Лусеро, мексиканская актриса, певица, композитор и телеведущая.

### Сентябрь
- 1 сентября — Хеннинг Берг, норвежский футболист и футбольный тренер.
- 3 сентября — Энн Мари Делуиз, канадская актриса.
- 6 сентября
  - Келли Маккарти, американская актриса и фотомодель
  - Сиси Пенистон, американская певица
  - Трина Макги, американская актриса, сценарист, певица и фотомодель.
- 7 сентября
  - Кирилл Серебренников, театральный и кинорежиссёр.
  - Дайан Фарр, американская актриса.
  - Энджи Эверхарт, американская фотомодель и актриса.
- 8 сентября — Рэйчел Хантер, новозеландская актриса и фотомодель.
- 14 сентября — Тайлер Перри, американский актёр, режиссёр, драматург, предприниматель, сценарист, продюсер и писатель.
- 19 сентября — Анастасия Мельникова, российская актриса театра и кино, заслуженная артистка России.
- 20 сентября
  - Мина Анвар, британская актриса пакистанского происхождения
  - Магдалена Вуйцик, польская актриса театра, кино, радио и телевидения; также актриса озвучивания.
- 22 сентября — Глеб Алексушин, учёный-историк, преподаватель истории, журналист, экскурсовод, краевед.
- 24 сентября — Меган Уорд, американская актриса.
- 25 сентября — Кэтрин Зета-Джонс, британская актриса.
- 27 сентября
  - Анна Ардова, российская актриса театра, кино и телевидения, пародистка.
  - София Милос, американская актриса.
- 29 сентября
  - Ивица Вастич, австрийский футболист хорватского происхождения, нападающий.
  - Эрика Элениак, американская актриса и фотомодель.
- 30 сентября
  - Виталий Бугаев, старший сержант милиции РФ, Герой Российской Федерации (посмертно, ум. в 2000).
  - Эми Ландекер, американская актриса.

### Октябрь
- 1 октября
  - Зак Галифианакис, американский актёр-комик.
  - Ори Каплан, американский джазовый саксофонист.
  - Дженнифер Милмор, американская актриса.
  - Виктор Антонов, советский и казахстанский футболист, нападающий, тренер и арбитр.
- 2 октября — Наташа Литтл, английская актриса.
- 3 октября
  - Гвен Стефани, американская певица, актриса.
  - Джанель Молони, американская актриса
- 5 октября — Ольга Столповская, российский режиссёр театра и кино, актриса, сценарист.
- 6 октября — Мухаммад V, малайзийский политик, султан Келантана (с 2010 года), Тимбалан Янг ди-Пертуан Агонг Малайзии (с 2011 года).
- 7 октября — Бобби Браун, американская актриса и фотомодель.
- 10 октября
  - Алексей Кравченко, российский актёр театра и кино. Заслуженный артист России
  - Венди Маклендон-Кови, американская актриса, комедиантка, продюсер и сценарист.
- 13 октября — Кэди Макклейн, американская актриса
- 14 октября — Виктор Онопко, футболист и тренер.
- 15 октября — Витор Байя, португальский футболист.
- 16 октября — Терри Джей Вон, американская актриса и продюсер.
- 17 октября — Нэнси Салливан, американская актриса, телеведущая и сценарист.
- 19 октября — Трей Паркер, американский киноактёр, аниматор, наиболее известный по сериалу «Южный Парк».
- 23 октября — Брук Тисс, американская актриса и певица.
- 24 октября
  - Адела Норьега, мексиканская актриса.
  - Тодди Уолтерс, американская актриса.
- 25 октября — Саманта Би, канадская актриса, комедиантка, сценарист, кинопродюсер, журналистка и телеведущая.
- 31 октября — Татьяна Матюхова, российская актриса.

### Ноябрь
- 1 ноября — Николай Виноградов, лейтенант милиции РФ, Герой Российской Федерации (посмертно, ум. в 2000).
- 2 ноября — Реджинальд Арвизу, американский рок-музыкант, басист группы «Korn».
- 4 ноября
  - Мэттью Макконахи, американский актёр, продюсер
  - Шон Коумз, Diddy, американский рэпер и продюсер, один из самых влиятельных и состоятельных деятелей в мире хип-хопа.
- 5 ноября — Мельтем Джумбул, турецкая актриса и телеведущая.
- 7 ноября
  - Мишель Клуни, американская актриса и танцовщица
  - Нандита Дас, индийская актриса и режиссёр.
- 8 ноября — Роксана Зал, американская актриса.
- 9 ноября
  - Сандра Дентон, ямайско-американский рэпер, автор песен, актриса, сценарист и кинопродюсер.
  - Рамона Милано, канадская актриса и кинорежиссёр.
- 10 ноября
  - Игорь Сорин, российский поэт, музыкант, артист, с 1995 года солист группы «Иванушки International». (ум. в 1998)
  - Эллен Помпео, американская актриса
- 12 ноября — Мьетта, итальянская певица и актриса.
- 13 ноября — Джерард Батлер, шотландский киноактёр.
- 16 ноября — Наталья Назарова, российская актриса и сценарист.
- 18 ноября — Олег Яковлев, российский певец, бывший вокалист группы «Иванушки International» с 1998 до 2013 года. (ум. в 2017)
- 19 ноября
  - Александр Пряников, российский теле- и радиоведущий, шоумен.
  - Эрика Александер, американская актриса
- 20 ноября — Кэлли Торн, американская актриса
- 26 ноября — Пас Падилья, испанская актриса, комедиантка и телевизионная ведущая.
- 27 ноября — Элизабет Марвел, американская актриса
- 30 ноября — Эми Райан, американская киноактриса.

### Декабрь
- 1 декабря — Дмитрий Марьянов, советский и российский актёр театра и кино (ум. в 2017 г.)
- 4 декабря
  - Jay Z, американский рэпер, один из самых влиятельных и состоятельных деятелей современной хип-хоп музыки
  - Плам Сайкс, американская писательница, журналистка и актриса.
- 5 декабря — Алекс Кэпп Хорнер, американская телевизионная актриса
- 6 декабря — Торри Хиггинсон, канадская актриса
- 9 декабря — Андрей Кавун, российский кинорежиссёр, сценарист.
- 11 декабря — Вишванатан Ананд, индийский шахматист, 15-й чемпион мира.
- 12 декабря — Кэрри Уэсткотт, американская актриса и фотомодель.
- 13 декабря — Мурат Насыров, советский, казахстанский и российский эстрадный певец, автор песен (ум. в 2007 году)
- 14 декабря — Наташа МакЭлхоун, британская актриса.
- 15 декабря — Адриана Эстевес, бразильская актриса.
- 16 декабря — Флоренция Лозано, американская актриса.
- 17 декабря — Лори Холден, американо-канадская актриса.
- 19 декабря — Кристи Суонсон, американская актриса.
- 21 декабря — Жюли Дельпи, франко-американская актриса и режиссёр.
- 22 декабря
  - Анна Легчилова, российская актриса театра и кино, кинорежиссёр.
  - Никола Чарльз, английская актриса и фотомодель.
- 23 декабря
  - Пётр Марченко, российский телеведущий.
  - Марта Бирн, американская актриса мыльных опер.
- 28 декабря — Линус Торвальдс, финский программист, создатель ядра операционной системы Linux.
- 29 декабря
  - Алан Макниш, британский автогонщик, победитель гонки «24 часа Ле-Мана»
  - Дженнифер Эль, британско-американская актриса театра и кино
- 30 декабря — Мередит Монро, американская актриса

## Скончались
См. также: Категория:Умершие в 1969 году

### Март
- 6 марта — Надя Рушева, российская художница.
- 11 марта — Джон Уиндем, английский писатель-фантаст.
- 28 марта — Дуайт Эйзенхауэр, президент США (1953—1961).

### Апрель
- 7 апреля — Демьян Сергеевич Коротченко, украинский советский государственный и партийный деятель, Председатель Президиума Верховного Совета УССР в 1954—1969 годах, глава правительства советской Украины в 1938—1939, 1947—1954 годах (род. в 1894).
- 26 апреля — Морихэй Уэсиба, основатель школы Айкидо.

### Июнь
- 6 июня — Ари Жаботинский (р. 1910) — израильский политический деятель, участник сионистского движения, сын Владимира Жаботинского.
- 12 июня — Александр Александрович Дейнека, советский живописец.
- 22 июня -- Джуди Гарленд, американская актриса и певица.

### Июль
- 3 июля — Брайан Джонс, британский гитарист, мультиинструменталист, основатель группы The Rolling Stones (род. в 1942).
- 4 июля — Михаил Хергиани, советский альпинист, многократный чемпион СССР (род. в 1932).
- 5 июля
  - Валентина Осеева, советская детская писательница  (род. в 1902).
  - Вальтер Гропиус, немецкий архитектор и дизайнер, основатель и директор художественно-промышленной школы «Баухауз»  (род. в 1883).
- 8 июля — Филлипп Октябрьский. адмирал,  Герой Советского Союза (род. в 1899).
- 25 июля — Иван Винаров, советский разведчик, политический деятель Народной Республики Болгарии  (род. в 1896).

### Август
- 9 августа
  - Константин Пархон — румынский учёный, глава Румынской Народной Республики в 1947–1952 годах (род. в 1874).
  - Шэрон Тейт — американская актриса (убита членами «семьи» Чарльза Мэнсона) (род. в 1943).
- 17 августа
  - Марк Бернес, актёр и певец (род. в 1911).
  - Людвиг Мис ван дер Роэ, немецкий архитектор (род. в 1886).
- 26 августа — Исмаил аль-Азхари, первый премьер-министр Судана в 1956, глава Судана в 1965–1969 годах (род. в 1900).

### Сентябрь
- 26 сентября — Николай Георгиевич Каротамм, первый секретарь Коммунистической партии Эстонии в 1944—1950 годах (род. в 1901)
- 28 сентября — Кимон Георгиев, болгарский военный и политический деятель, генерал-полковник, премьер-министр Болгарии в 1934—1935 годах, глава первого коммунистического правительства Болгарии в 1944—1946 годах (род. 1882).

### Октябрь
- 28 октября — Корней Иванович Чуковский, советский детский писатель.

### Декабрь
- 2 декабря — Климент Ефремович Ворошилов, маршал Советского Союза

## Нобелевские премии
- Физика — Мюррей Гелл-Манн — «За открытия, связанные с классификацией элементарных частиц и их взаимодействий». За открытие кварков.
- Химия — О. Хассель, Д. Бартон. «за вклад в развитие концепции конформации и её применение в химии»
- Медицина и физиология — С. Э. Лурия, А. Херши, М. Дельбрюк «за открытия, касающиеся механизма репликации и генетической структуры вирусов»
- Экономика — Ян Тинберген и Рагнар Антон Киттил Фриш. Первые лауреаты нобелевской премии по экономике. — «За создание и применение динамических моделей к анализу экономических процессов».
- Литература — Сэмюэл Беккет. «…за новаторскую прозу и драматургию, обнаруживающие и в моральном падении человека его высокую судьбу»
- Премия мира — Международная организация труда «За деятельность по созданию „инфраструктуры мира“ и укреплению братства между народами».